# Casa Vicens
La casa Vicens és un edifici modernista situat al carrer de les Carolines de la Vila de Gràcia (Barcelona), declarat monument historicoartístic el 1969, bé cultural d'interès nacional el 1993 i, finalment, Patrimoni de la Humanitat de la UNESCO el 2005. És considerat un espai de referència gaudinià a la ciutat.
Projectada entre el 1878 i 1880 per Antoni Gaudí, va ser la seva primera obra d'importància i va causar una gran sensació entre el públic de l'època. Es va construir entre el 1883 i el 1885, quan Gràcia era encara un municipi independent, però el 1897 va ser annexionat a Barcelona. Pertany a l'etapa orientalista de l'arquitecte (1883-1888), en què va realitzar una sèrie d'obres de marcada inspiració en l'art del Pròxim i Llunyà Orient (l'Índia, Pèrsia, el Japó), així com en l'art islàmic hispànic, principalment el mudèjar i nassarita. Gaudí va emprar en aquesta època, amb gran profusió, la decoració en rajola ceràmica, els arcs mitrals i també les cartel·les de maó vist i rematades en forma de templet o cúpula, i hi va esbossar per primer cop alguns dels seus recursos constructius que serien habituals en l'eclosió del modernisme. Per tal d'aprofitar-ne l'espai, va realitzar un edifici de tres façanes, amb un gran espai enjardinat al costat, però amb el temps el terreny es va anar parcel·lant i es van vendre progressivament per a la construcció d'edificis d'habitatges; en l'actualitat, el conjunt es redueix, amb prou feines, a la casa i a un petit espai circumdant. El 1925 se'n va encarregar a l'arquitecte català una ampliació sobre el solar d'un convent contigu; tanmateix, ell va refusar-lo i el va proposar a un dels seus deixebles, Joan Baptista Serra, que va realitzar una nova crugia seguint l'estil original, i també hi va incloure una nova façana, una intervenció que va culminar en un edifici a quatre vents.

## Història

### Primera obra rellevant de Gaudí

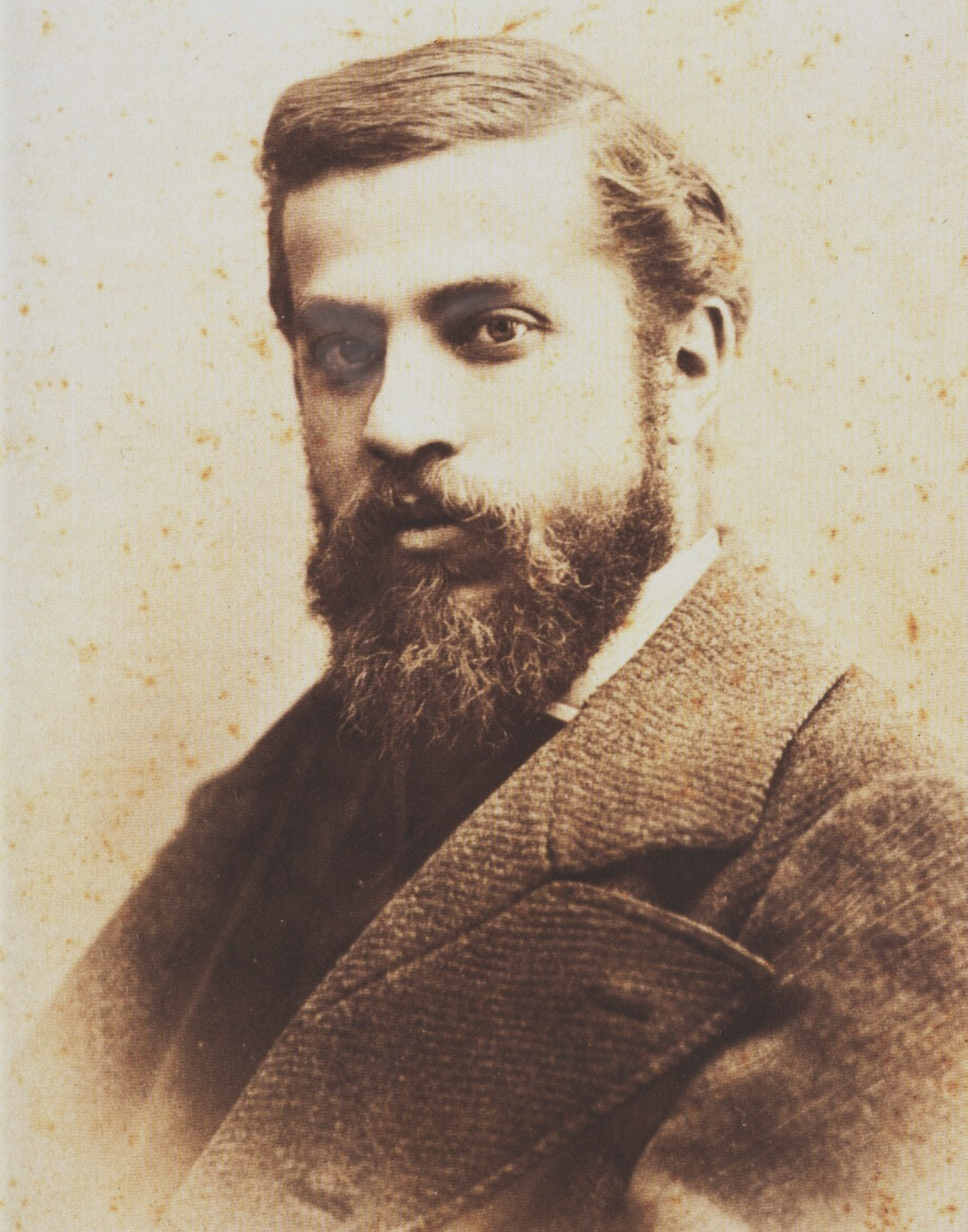
Antoni Gaudí

Antoni Gaudí (1852-1926) va cursar arquitectura a l'Escola de la Llotja i a l'Escola Tècnica Superior d'Arquitectura de Barcelona, on es va graduar el 1878. Per a pagar-se la carrera, Gaudí va treballar com a delineant per a diversos arquitectes i constructors, com Leandre Serrallach, Joan Martorell, Emili Sala i Cortés, Francisco de Paula del Villar y Lozano i Josep Fontserè. Una vegada obtingut el títol d'arquitecte el 1878, els seus primers treballs van ser uns fanals per a la plaça Reial, el projecte de Quioscos Girossi, la vitrina per a la Guanteria Esteban Comella i el mobiliari per a la capella-panteó del Palau de Sobrellano a Comillas (Cantàbria), tots del mateix any de la seva graduació, així com la Cooperativa Obrera Mataronesa (1878-1882), que va ser el seu primer encàrrec important, encara que no es va arribar a materialitzar en el seu conjunt, ja que només es va construir una nau. Les seves següents realitzacions van ser el mobiliari de la Farmàcia Gibert (1879) i les obres per a la Congregació de Jesús-Maria a Barcelona i Tarragona (1879-1882).
Gaudí va compaginar la construcció de la Casa Vicens amb altres encàrrecs: el 1883 es va fer càrrec de les obres del Temple Expiatori de la Sagrada Família, iniciades l'any anterior amb un projecte de Francisco de Paula del Villar y Lozano, el qual va renunciar poc després per desavinences amb la junta constructora; Gaudí empraria la resta de la seva vida en la construcció del temple, que seria la seva obra magna i la síntesi de totes les seves troballes arquitectòniques. El mateix any de 1883 va realitzar un projecte de retaule per a la capella del Santíssim Sagrament de l'església parroquial de Sant Feliu d'Alella, així com uns plans topogràfics de la finca Can Rosell de la Llena a Gelida, i va rebre l'encàrrec d'una vila annexa al palau de Sobrellano, d'Antonio López y López, marquès de Comillas, a l'homònima localitat càntabra, coneguda com El Capricho, construïda entre 1883 i 1885 en un estil orientalista similar al de la Casa Vicens, on destaca igualment el seu revestiment de ceràmica. En un estil similar va construir els Pavellons Güell de Pedralbes (1884-1887), un encàrrec d'Eusebi Güell, el seu principal mecenes i amic.
Gaudí es trobava en aquest moment en el primer període de la seva carrera, que es caracteritza per la utilització d'un llenguatge arquitectònic de gran simplicitat constructiva, en el qual preval la línia recta sobre la línia corba. Estilísticament, correspon amb una etapa d'influència orientalista, on les formes estructurals i ornamentals corresponen al gust per l'art oriental, principalment mudèjar, persa i romà d'Orient, com s'aprecia en altres obres seves com els Pavellons Güell, el Celler Güell o El Capricho de Comillas. Gaudí havia estudiat l'art neomudèjar en les obres d'Owen Jones, com Plans, elevations, sections and details of the Alhambra (1842), Designs for mosaics and tesselated pavements (1842) i Grammar of ornament (1856).
El concepte que Gaudí tenia de la casa familiar —i que va reflectir a la Casa Vicens— es troba plasmat en un article no publicat que va escriure el 1881, titulat La casa pairal: «La casa és la petita nació de la família. La família, com la nació, té història, relacions exteriors, canvis de govern, etcètera. La família independent té casa pròpia, la que no ho és té casa de lloguer. La casa pròpia és el país natal, la de lloguer és el país de l'emigració; per això la casa pròpia és l'ideal de tot el món. No es concep la casa pròpia sense família, només es concep així la de lloguer».

### L'encàrrec
El 1878, Gaudí va rebre l'encàrrec d'una residència estiuenca familiar a la vila de Gràcia per al corredor de canvi i borsa Manuel Vicens i Montaner (1836-1895). Es desconeix la forma en què Vicens va conèixer Gaudí, encara que és probable que coincidissin en els cercles culturals vinculats a la Renaixença que tots dos freqüentaven. Posteriorment, tot dos van mantenir una relació d'amistat i, en nombroses ocasions, l'arquitecte va estiuejar a la casa que Vicens tenia a Alella, entre 1880 i 1890. Per a aquest habitatge, Gaudí va dissenyar dos mobles: una xemeneia raconera de fusta i metall amb les inicials M.V. (Manuel Vicens), conservada actualment a la casa; i un armari raconer de fusta de cedre amb llautó daurat i les inicials D.G. (Dolors Giralt), comprat per la Casa Vicens en una subhasta el 2023 amb la finalitat de ser exposat després d'una restauració. Fruit d'aquestes estades va ser un projecte de retaule que Gaudí va realitzar el 1883 per a l'església de Sant Feliu d'Alella per encàrrec del rector Jaume Puig i Claret, que finalment no es va dur a terme i del que es conserva un dibuix a la tinta xinesa sobre paper tela, a escala 1:25.

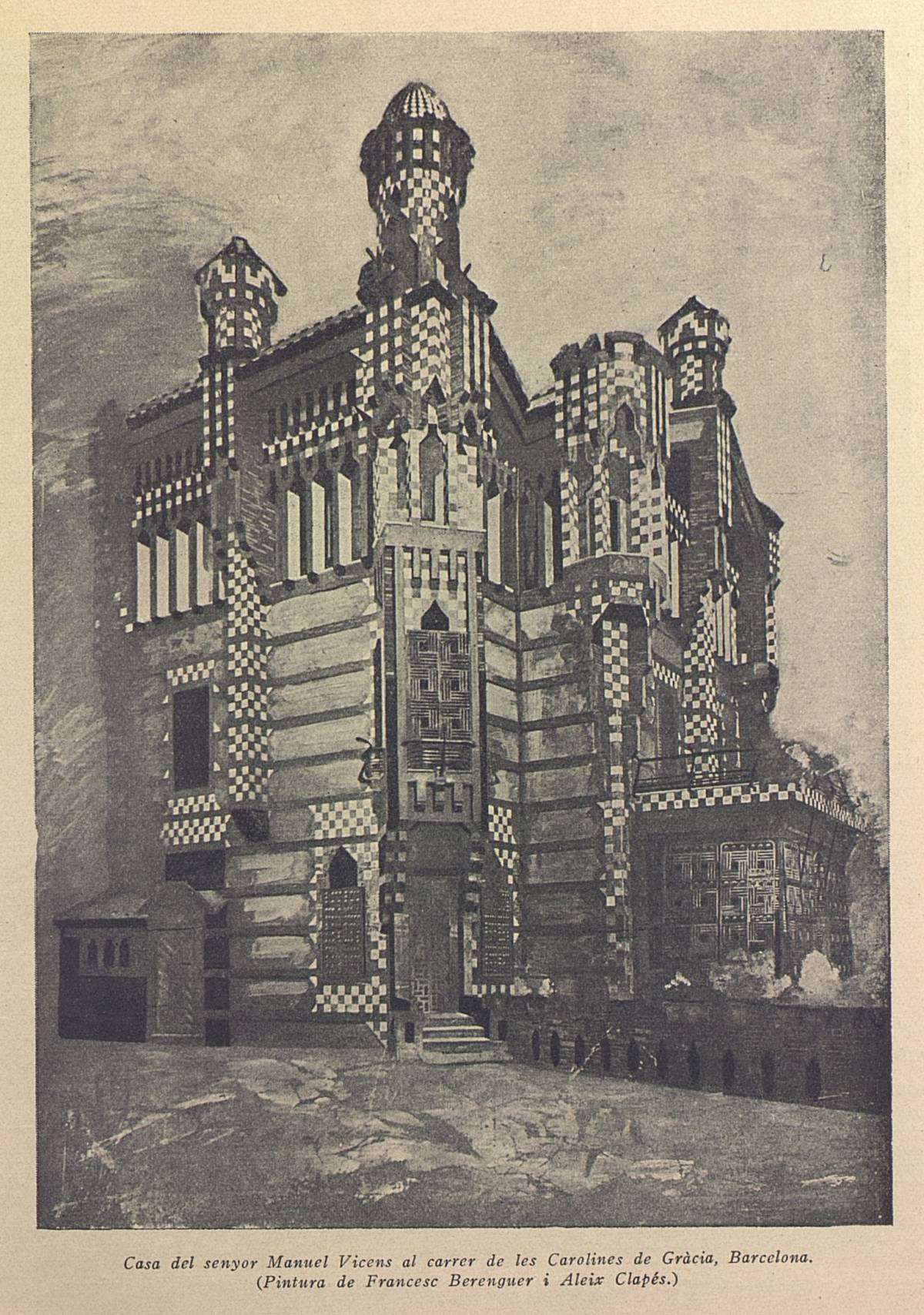
Dibuix de la Casa Vicens (1910), per Francesc Berenguer i Aleix Clapés

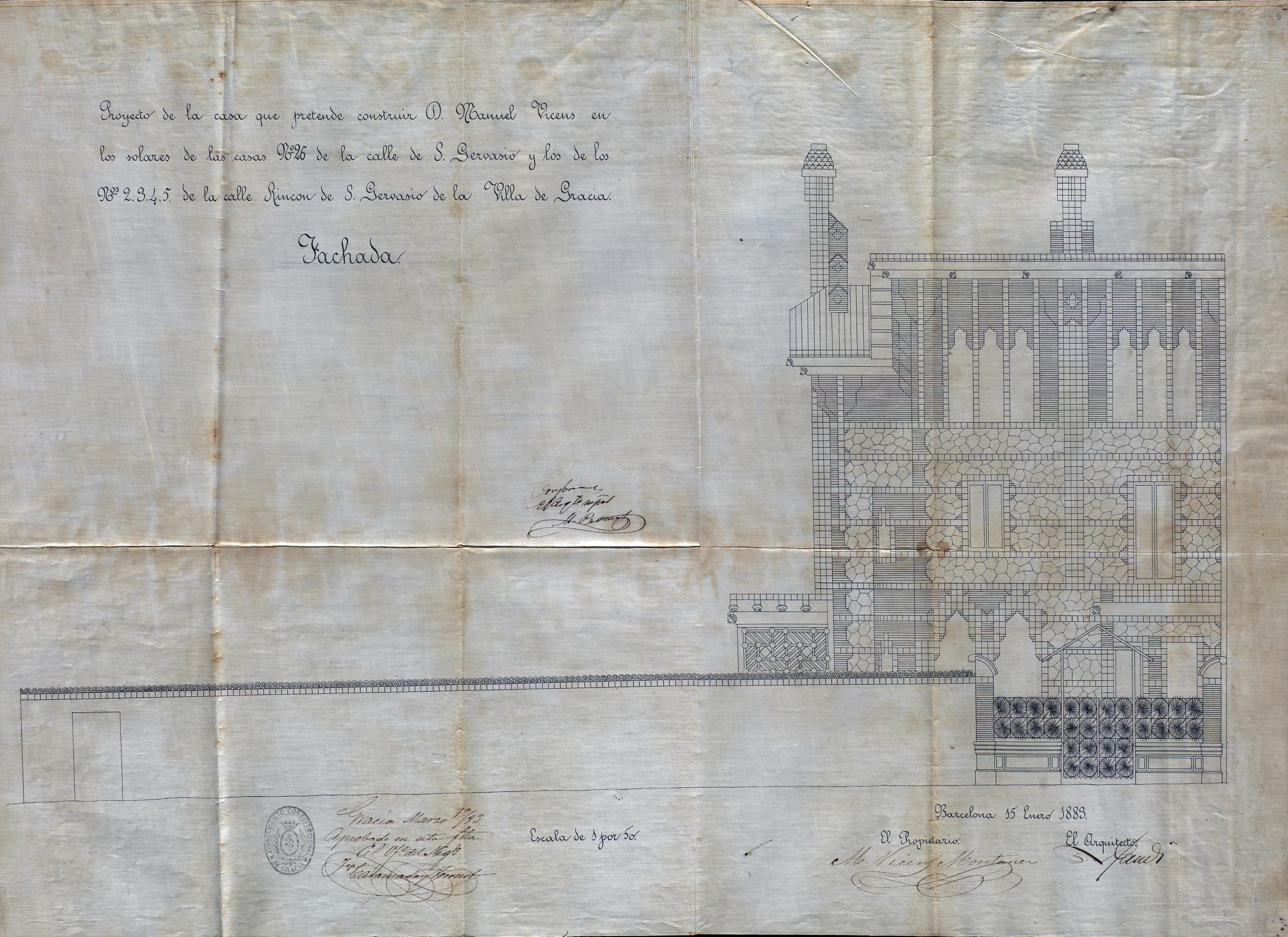
Façana de la Casa Vicens, signada per Gaudí el 15 de gener de 1883

La vila de Gràcia era en aquell moment una entitat independent de Barcelona. El seu nucli de població es va formar al voltant del convent carmelita de Santa Maria de Gràcia —conegut popularment com els Josepets—, fundat el 1630. Era una zona agrícola, poblada de masies, que a començaments del segle xix va començar a urbanitzar-se i a forjar un incipient teixit industrial. Va ser agregada a Barcelona el 1897, juntament amb altres cinc poblacions limítrofes: Sants, Les Corts, Sant Gervasi de Cassoles, Sant Andreu de Palomar i Sant Martí de Provençals. En aquella època, nombroses famílies de la burgesia emplaçaven a Gràcia una segona residència, ja que la vila conjugava la proximitat a la ciutat amb la tranquil·litat d'un poble. La casa és al carrer de les Carolines, que fins al 1908 es deia de Sant Gervasi.
El solar original tenia unes dimensions de 30 × 34,5 m, amb una superfície de 1.035 m², i es trobava entre el convent de les Filles de la Caritat de Sant Vicenç de Paül, amb la paret mitgera del qual es va adossar una cara de l'edifici (costat nord-est), i un carreró sense sortida, anomenat Racó de Sant Gervasi, més tard desaparegut. Aquest terreny procedia de tres solars adquirits entre 1846 i 1854 per Agustí Maria Baró i Tastàs, que incloïen diverses construccions de planta baixa, les quals foren enderrocades. A la seva mort el 1866 va llegar la propietat a Rosa Montaner i Matas, vídua del capser Onofre Vicens i Domènech, que va morir el dia 29 d'agost del 1877 als 73 anys. Aleshores, va passar per herència a Manuel Vicens, que el 1877 i 1882 va comprar dos solars contigus al carrer del Racó de Sant Gervasi, que van permetre ampliar-ne el jardí.
Gaudí va completar el projecte del conjunt de casa i jardí el 1880, tot i que els plans estan signats el 15 de gener del 1883, data en què es van presentar a l'Ajuntament de Gràcia. En el seu disseny va conjugar una estructura arquitectònica relativament simple amb la complexitat d'una decoració acurada, especialment quant a la utilització de rajola ceràmica. Estilísticament, correspon de ple a la seva etapa orientalista, però l'ús amb profusió de les arts decoratives (ceràmica, forja, vitrall, ebenisteria) anticipa la que seria la seva època d'esplendor dins del modernisme català. Les obres es van realitzar entre 1883 i 1885. Gaudí va dirigir personalment les obres: segons testimoni de Joan Baptista Serra a George Collins el 1959, l'arquitecte s'asseia sota un para-sol i supervisava la construcció, fent enderrocar en ocasions el que considerava mal executat. Gaudí hi va comptar amb l'ajuda de diversos artesans amb qui solia col·laborar, com l'escultor Llorenç Matamala, l'ebenista Eudald Puntí o el ferrer Joan Oñós, així com el contractista Claudi Alsina. La decoració va ser a càrrec del pintor Francesc Torrescassana i l'escultor Antoni Riba.
La casa tenia tres façanes, ja que pel vessant nord-est tenia una paret mitgera amb un convent veí. Encara que l'entrada era al costat sud-est, que donava al carrer de Sant Gervasi, la façana principal era la que donava al jardí, al costat sud-oest, que limitava amb el carreró del Racó de Sant Gervasi, de 35 m de llarg per 3,5 d'ample. La casa, concebuda com a unifamiliar, comptava amb un soterrani per a celler-magatzem; una planta noble que comptava amb rebedor, menjador, tribuna, fumador (fumoir), cuina i safareig; un primer pis amb dormitoris, banys, un vestidor i una biblioteca; unes golfes per a allotjament del servei; i un terrat amb un petit pas de ronda entre les teulades amb xemeneies i un templet en l'angle nord-oest. Tenia una escala de volta catalana amb un arrambador de fusta decorat en cada graó amb petits olis de Torrescassana, que es van perdre en la reforma de 1925.

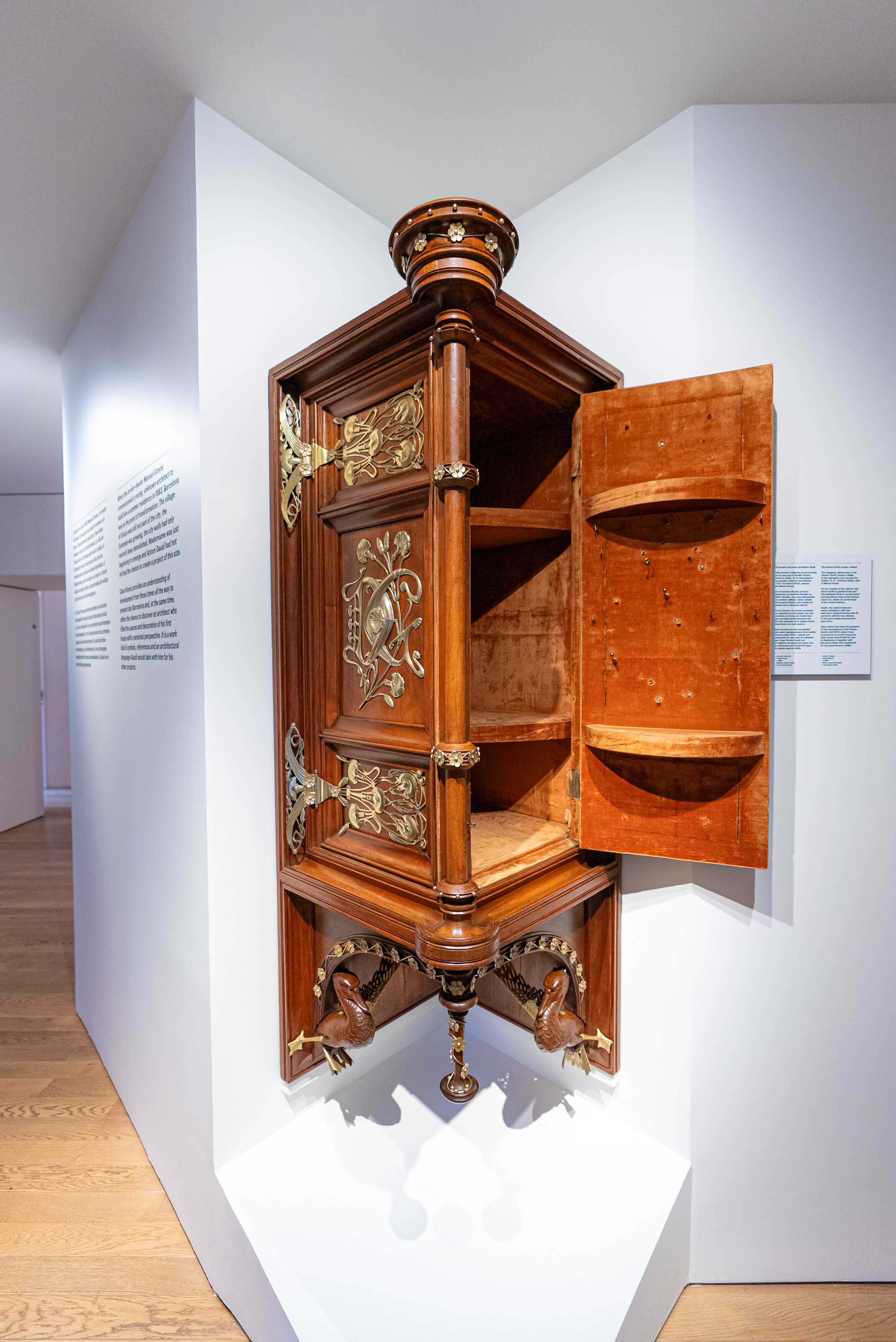
Armari de racó que Gaudí va dissenyar per a la família Vicens

L'arquitecte reusenc va planejar un conjunt de murs de maçoneria alternada amb files de rajoles, que reproduïen unes flors grogues pròpies de la zona (clavell de moro o Tagetes erecta), que Gaudí havia trobat en el solar de la casa abans de la construcció i que va voler reproduir en el projecte final. També es va inspirar en una palmera del solar per a dissenyar el reixat de forja de l'entrada principal, en forma de fulles de margalló (Chamaerops humilis). Segons les seves paraules, «quan vaig anar a prendre mesures, el solar estava totalment cobert d'aquestes mateixes floretes grogues que vaig adoptar com a tema ornamental en les ceràmiques. També hi havia una exuberant palmera, les palmes de la qual, foses en ferro, formen la tanca i la porta d'entrada de la casa».
En el disseny de la casa, Gaudí va cercar conjuminar practicitat i estètica, al mateix temps que confort, higiene i benestar, així com una perfecta harmonia amb el jardí i l'entorn circumdant. Com en tots els seus projectes, va planejar fins al més mínim detall: es va ocupar d'aspectes com la il·luminació i la ventilació i va procurar establir les condicions òptimes per a l'habitabilitat de l'habitatge. Un dels espais més evocadors del conjunt era la tribuna al costat del menjador, oberta al jardí per unes gelosies de fusta d'inspiració oriental que, quan quedaven obertes, deixaven aquest espai a l'aire lliure. Contenia un brollador d'aigua format per una pica d'estil renaixentista i una reixa metàl·lica de forma el·líptica, similar a una tela d'aranya, que convertia l'aigua en una fina làmina per la qual, quan passava per ella la llum, es descomponia en els colors de l'arc de Sant Martí.

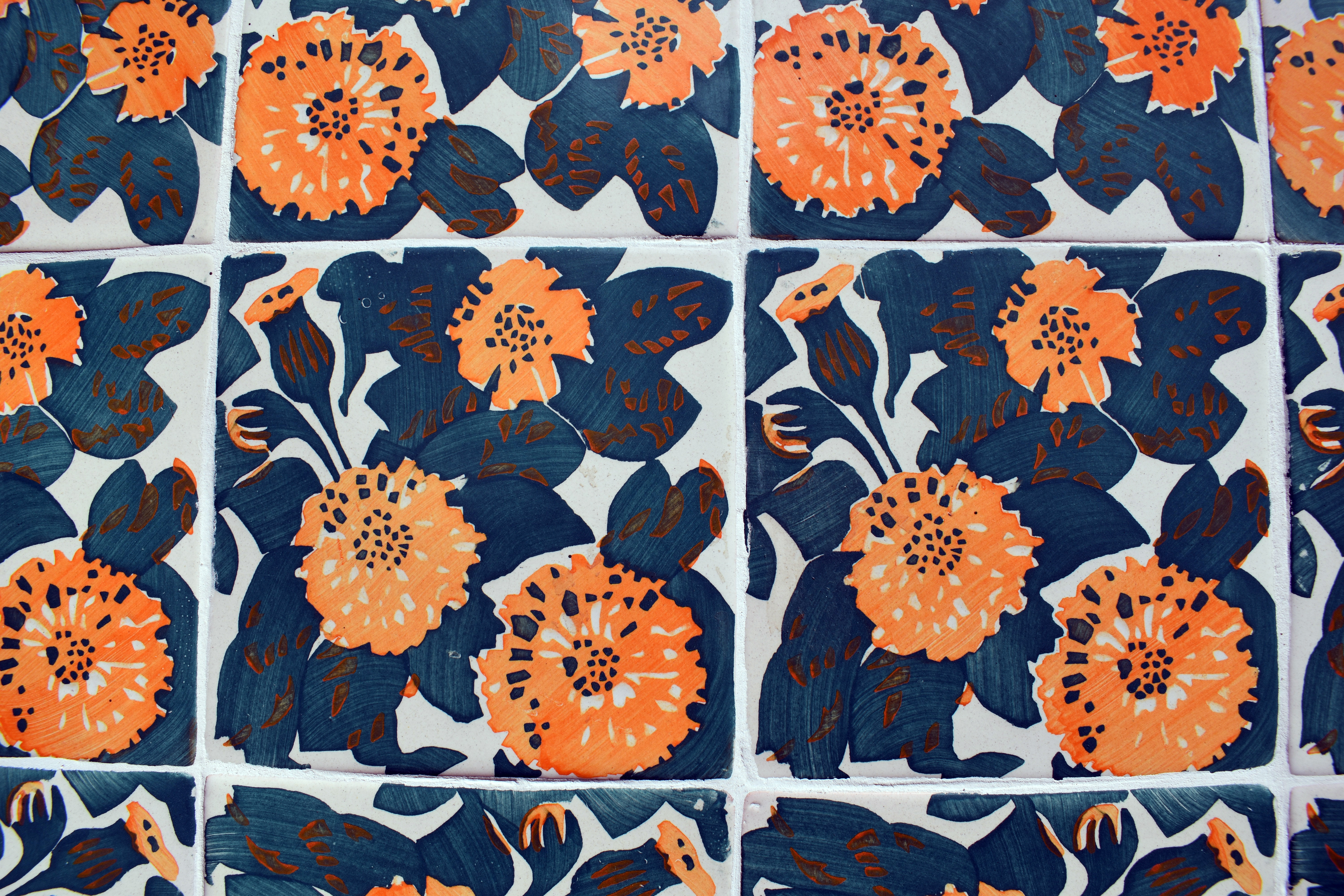
Rajoles amb motius del clavell de moro. Gaudí afirmava haver trobat aquestes flors al solar i va voler retre'ls homenatge

L'antic jardí comprenia tres zones: la que separava la casa del carrer; la que era enfront de la zona noble, formada per parterres circulars de palmes; i una altra lateral que albergava arbres fruiters. El jardí de la casa va ser dissenyat per Gaudí amb cura, com que en tractar-se d'una residència d'estiueig aquest espai cobrava una gran rellevància com a lloc d'esplai. Al costat dels elements naturals destacaven especialment dos elements: una font brollador de maó i ceràmica en l'entrada i una cascada monumental, també de maó. Aquesta tenia la mateixa altura que la casa i estava formada per un gran arc catenari que sostenia una estructura de falsos arcs de maó que formaven dos lògies de pilars alternats, amb dues escales laterals. En la part superior, dos dipòsits d'aigua abocaven una fina pluja sobre una gruta de rocalla. Als carcanyols de l'arc es trobaven uns baix relleus de terracota de l'escultor Antoni Riba, que representaven uns nens nedant. En el projecte original, la cascada estava unida al mur perimetral, però en l'ampliació del 1925 va quedar com una estructura exempta. Va ser enderrocada el 1946, quan es va vendre una part del jardí per a la construcció d'habitatges. Després de la troballa d'uns plànols originals elaborats per Gaudí, el 2019 es va reconstruir al Museu Agbar de les Aigües a Cornellà de Llobregat.
El jardí comptava amb una altra font a l'entrada principal, formada per dues tasses superposades, la inferior més gran i de forma cilíndrica, revestida d'estuc i, a la part superior, rajoles amb els motius dels clavells de moro, i la superior en forma de prisma octogonal, amb cares de 75 × 45 cm, revestida amb rajoles ceràmiques amb motius de flors i fulles de gira-sol; va ser eliminada en l'ampliació de 1925.

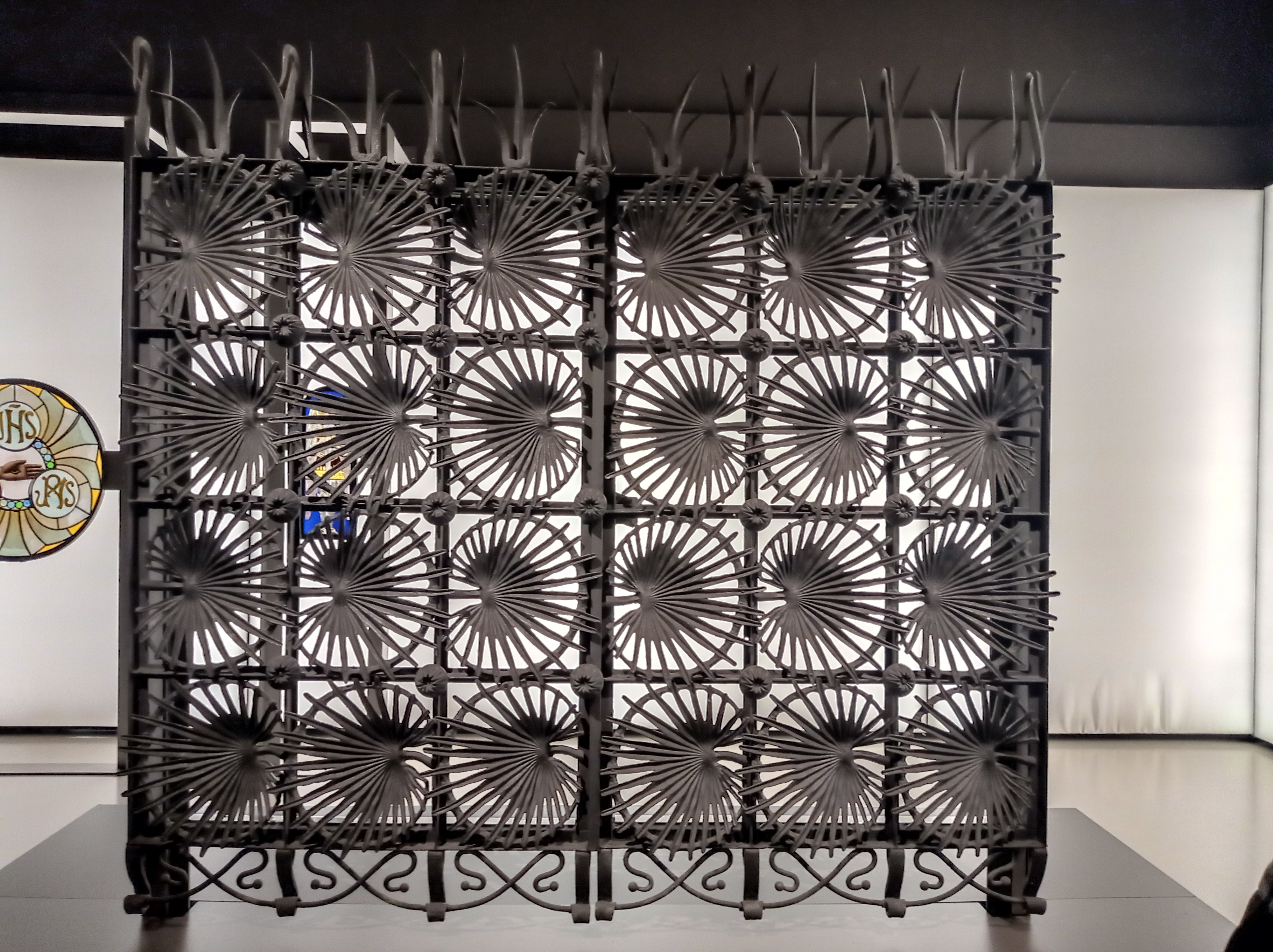
Secció de la reixa de margalló conservada al Museu Nacional d'Art de Catalunya

El tancament perimetral de la casa era format per un mur de pedra amb merlets semiel·líptics i una reixa de ferro forjat decorada amb motius de fulla de margalló i clavells de moro, i rematat en unes punxes en forma de trident, just a l'entrada principal. A la cantonada sud-oest hi havia un petit templet que feia de mirador, format per dues columnes de maó i tres de pedra —la central, geminada— que sostenien una estructura de maó en forma d'L amb arcs cecs, coronat a dues aigües amb peces ceràmiques. El reixat original mesurava 30 × 34,50 m i cada marc tenia unes mesures de 0,49 × 0,49 × 0,12 cm. El disseny de la reixa va ser delineat per Gaudí en el plànol de la façana que es conserva a l'Arxiu Històric de Catalunya, signat per Gaudí i Vicens el 15 de gener de 1883. Sobre aquest disseny, l'escultor Llorenç Matamala va realitzar un motlle en guix, que posteriorment va fondre en ferro el forjador Joan Oñós. Segons el dibuix de Gaudí, cada fulla havia d'estar col·locada en diagonal, però finalment es van col·locar de forma horitzontal, alternant una alineació esquerra amb una altra dreta. Després de l'ampliació de la finca el 1925, el mur de pedra va ser substituït per noves seccions del reixat de margalló, que circumdaven llavors tot el perímetre. No obstant això, després de la venda d'unes parcel·les del jardí com a terreny edificable, diverses seccions del reixat van ser desmuntades. Algunes van ser recol·locades a la porta d'accés al parc Güell i a la casa Larrard —llar d'Eusebi Güell— del mateix parc (actual Escola Baldiri Reixac), mentre que algunes porcions es conserven a la Casa Museu Gaudí.

### Font de Santa Rita
Al número 28 del carrer de les Carolines, al costat de la casa Vicens, hi havia des de temps immemorial una font d'aigua mineral anomenada de Santa Rita. Era costum entre els veïns que el 22 de maig, festivitat de la santa, hi acudissin a beure'n les aigües, que el 1895 van ser declarades d'utilitat pública i en va començar la comercialització. Quan el 1925 Joan Baptista Serra va emprendre l'ampliació de la casa, va construir al mateix emplaçament de la font una capella dedicada a la santa, enderrocada el 1963 per a construir un nou edifici d'habitatges.

### Ampliació i evolució posterior

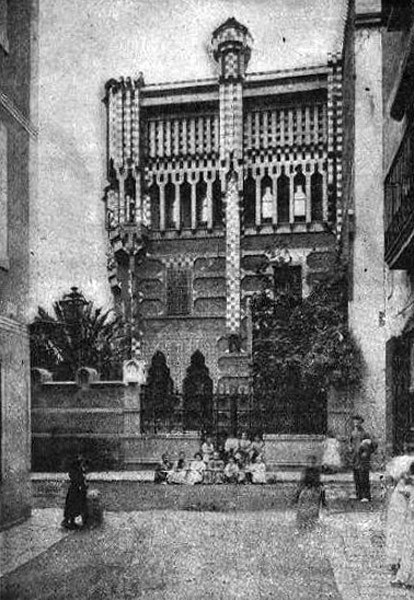
La casa el 1898, en una foto publicada al setmanari La Campana de Gràcia

Manuel Vicens va morir el 29 d'abril del 1895, deixant les seves propietats a la seva vídua, Dolors Giralt i Grífol, i pel seu inventari post mortem, se sap que tenia una casa a Alella, així com dues propietats al centre de Barcelona i una torre i uns terrenys a la zona de Vallvidrera, on havia projectat una urbanització. El 1899, Dolors Giralt va vendre la casa al metge Antoni Jover per 45.000 pessetes. El 1908, el doctor Jover va vendre la casa al seu germà Josep, reservant-se'n l'usdefruit; mort aquest sense descendència el 1913, la va deixar a Ángela González Sánchez, la dona d'Antoni Jover.
El 1925, el doctor Jover va planejar una ampliació de l'edifici per a convertir-lo en primera residència. Per a això, va adquirir un terreny confrontant a la paret mitgera amb el convent, de 212,88 m², corresponent als números 18-20 del carrer de les Carolines. També va adquirir el terreny situat entre el carreró del Racó de Sant Gervasi i l'avinguda de la Riera de Cassoles, i va aconseguir que el carreró fos declarat sobrant de via pública, amb la qual cosa va poder ampliar el jardí. Amb la finalitat d'ampliar la casa es va dirigir a Gaudí perquè s'encarregués del projecte, però aquest va refusar, ja que en aquells dies dedicava el seu temps per complet a la Sagrada Família. En el seu lloc, va recomanar Joan Baptista Serra, un dels seus deixebles, que va projectar la meitat dreta de la façana seguint l'estil de Gaudí. Construïda entre 1925 i 1927, aquesta part és perceptible perquè sobresurt una mica respecte a la part construïda per Gaudí, així com també pel diferent disseny de les rajoles, ja que Gaudí les alternava per a donar major dinamisme, mentre que Serra les va disposar uniformement.

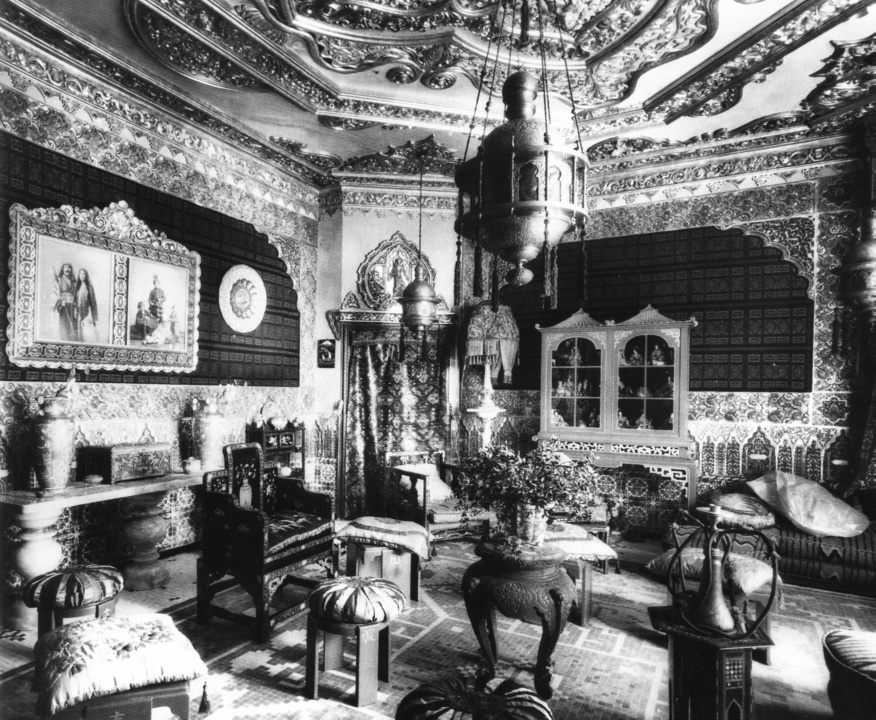
Foto històrica de l'interior de la Casa Vicens

L'ampliació es va efectuar pel costat de la paret mitgera amb l'antic convent, amb la qual cosa va sorgir una nova façana i l'edifici va quedar als quatre vents. A la cantonada del carrer, Serra va disposar una torre en forma de templet igual a la que Gaudí va emplaçar a l'extrem oposat. La nova remodelació va suposar convertir una casa unifamiliar en tres habitatges independents, una per cada pis. Per això, es va substituir l'escala original de Gaudí per una més adequada a la nova finalitat. Una altra actuació va ser executada a la tribuna, on es van substituir les gelosies de fusta per un envidrat que tancava completament l'espai, amb el que es va perdre la idea original d'un espai que connectava directament amb el jardí. També es va eliminar l'assortidor d'aigua, un dels elements més evocadors del projecte gaudinià. Pel costat sud-oest, en desaparèixer el carreró, Serra va haver d'enderrocar el mur perimetral, que va ser substituït per noves seccions del reixat de margalló. Va respectar la cascada que estava adossada al mur, que va quedar com a construcció exempta, per al que va obrir l'arc parabòlic pel costat contrari; en canvi, es va perdre la rocalla que hi havia en la base i es va col·locar una piscina en el seu lloc. També es va revestir part de l'estructura de la cascada amb rajoles ceràmiques, a imitació de les de la casa. Va construir també un templet a l'extrem del jardí que donava a la Riera de Cassoles, que albergava l'antiga font de Santa Rita. De planta circular, estava revestit de rajoles de color groc i tenia una cúpula hemiesfèrica, revestida de rajoles i rematada amb una llanterna amb una creu al capdamunt. Enderrocat el 1963, en l'actualitat els antics jardins estan ocupats per edificis d'habitatges.

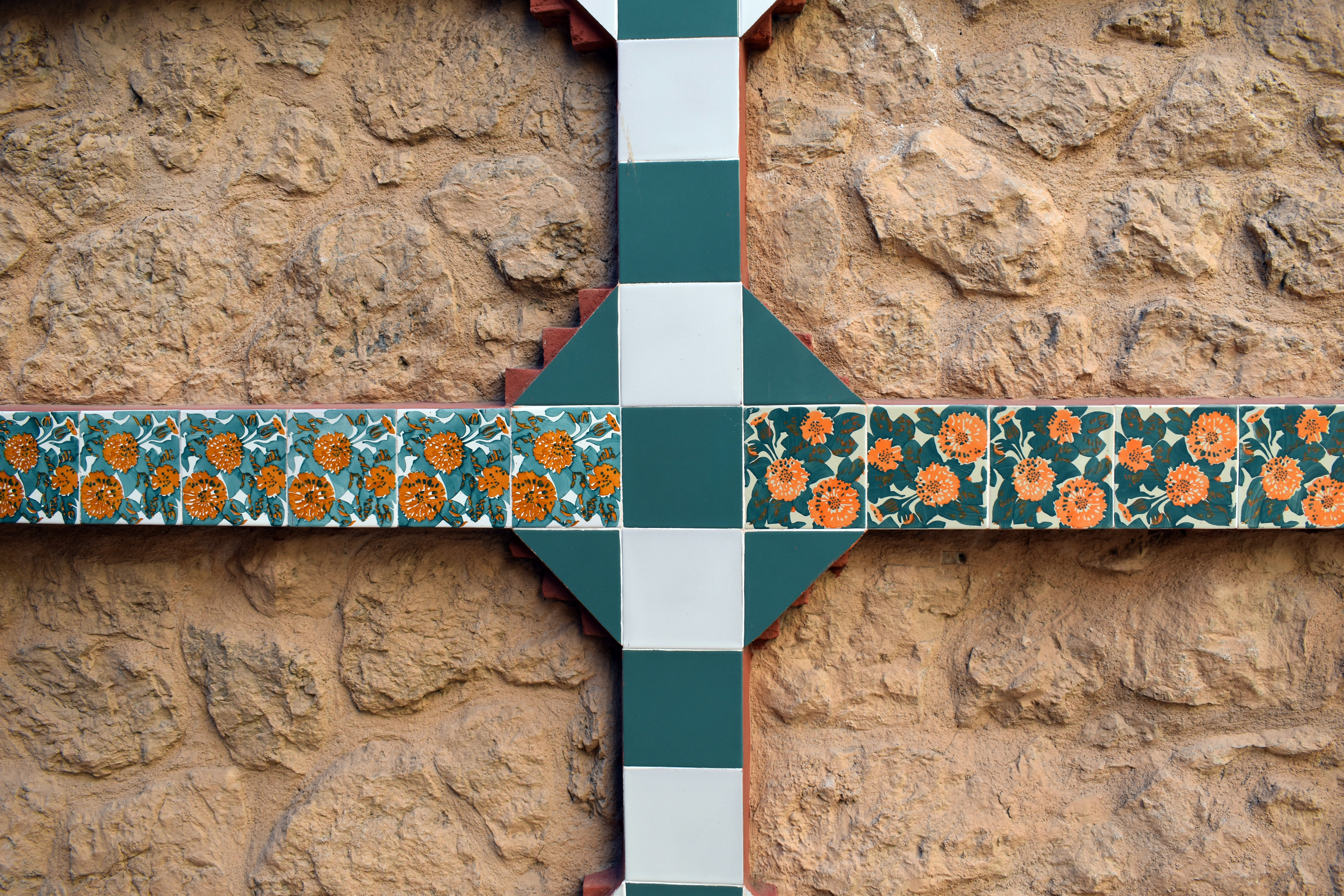
La franja vertical marca la transició entre la part original de Gaudí (dreta) i l'ampliació de Serra (esquerra). Gaudí alternava la posició de les rajoles per a donar dinamisme, mentre que Serra les disposava uniformement

El carrer de Sant Gervasi (actualment de les Carolines) va ser eixamplat el 1925, amb el que la casa va quedar al nivell del carrer. Per això, la porta d'entrada va ser desplaçada a la façana sud-oest, on es hi havia la tribuna, al lloc que abans ocupava una finestra del vestíbul, i es va construir una terrassa amb escales per accedir-hi. Per altra banda, l'antic portal va ser reconvertit en un doble finestral amb reixes de forja. Va desaparèixer també la porta secundària per al servei que hi havia al costat del mur mitger del convent —actualment una finestra—, així com una terrassa situada sobre aquesta entrada que donava a un dels dormitoris del segon pis, substituïda per un balcó. L'entrada principal del carrer es va desplaçar una mica cap a l'esquerra i es va coronar amb dos fanals elaborats pel forjador Bonaventura Batlle. Es va col·locar una entrada secundària a la cantonada amb la Riera de Cassoles, idèntica a la principal. Es va mantenir el templet mirador de la cantonada que donava al carreró del Racó de Sant Gervasi, tot i que, en desaparèixer aquest, va quedar com un element del mur. Finalment, es va eliminar la font assortidor que hi havia a l'entrada, que era emplaçada en la porció que va desaparèixer del costat sud-est quan es va ampliar el carrer.
A l'interior, la intervenció de Serra va ser més moderada que a l'exterior, amb ús dels nous materials de construcció de l'època, com ara els cairats de ferro amb entrebigats de revoltó ceràmic en els sostres. Va substituir l'antiga escala dissenyada per Gaudí per un pati interior que proporcionava llum a les estances contigües, i va emplaçar una nova escala en la part ampliada. El soterrani va perdre una habitació per l'eixamplament del carrer, encara que va guanyar una altra sota la nova terrassa a l'entrada principal. Els acabats interiors de la part ampliada van ser més simples que els del projecte gaudinià, basats essencialment en sòls de mosaic, parets enguixades i pintades i sostres de cel-rasos de guix amb motllures perimetrals. Els banys van ser enrajolats amb rajoles d'origen andalús amb flors i una magrana al centre.

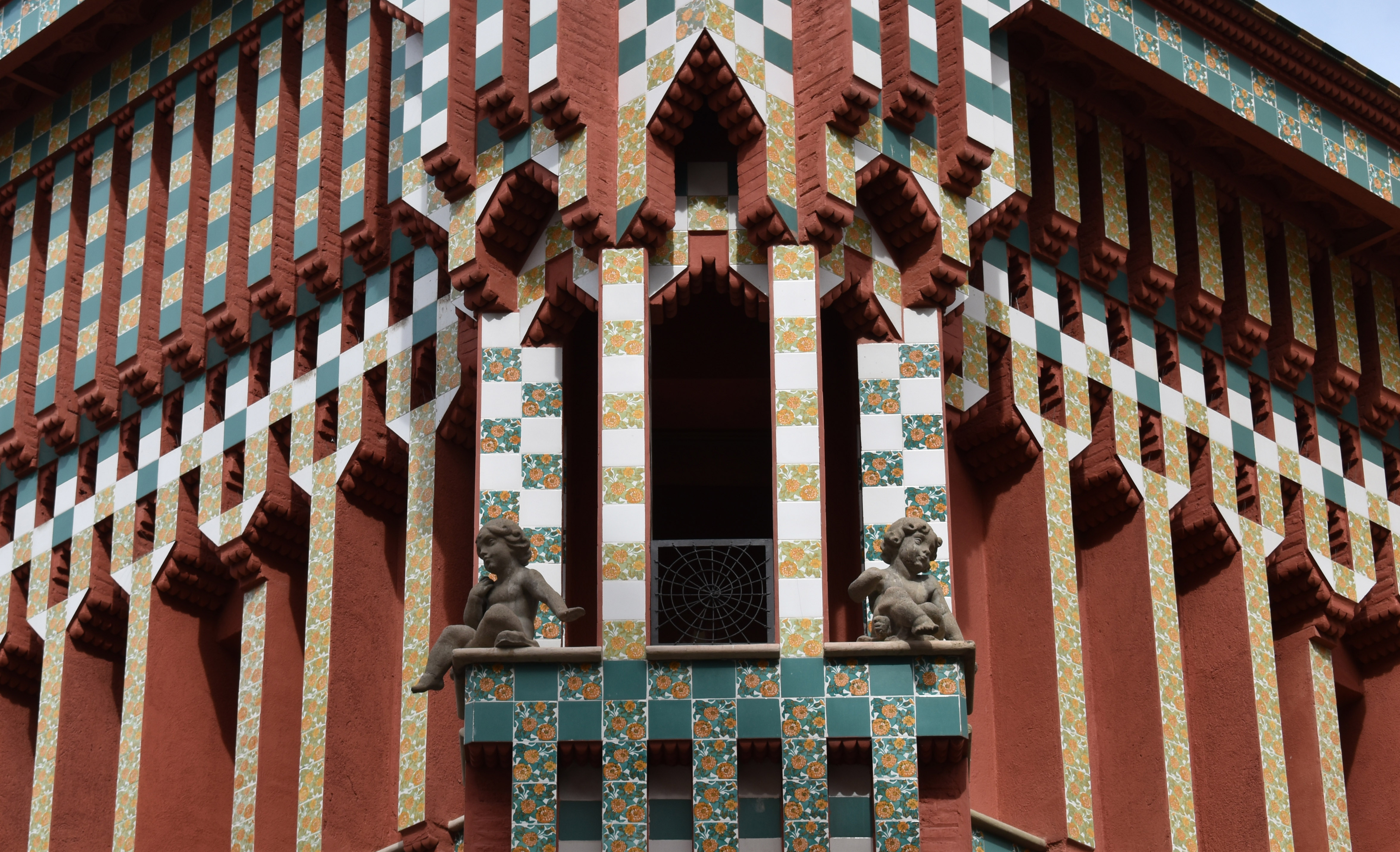
Amorets de terracota situats a la cantonada corresponent a l'ampliació de Serra, a imitació dels originals d'Antoni Riba del projecte gaudinià

El 1927, l'Ajuntament de Barcelona va concedir a la Casa Vicens el Premi al Millor Edifici, en virtut de la reforma i ampliació de Joan Baptista Serra, tot i que, de manera secundària, es reconeixia l'obra de Gaudí. El premi, de 1000 pessetes, va ser concedit el 5 de març de 1929. Gaudí havia guanyat aquest premi el 1900 per la Casa Calvet, una de les seves obres més conservadores.
L'edifici va sofrir una nova ampliació el 1935, quan es va encarregar a l'arquitecte Francesc Víctor Ortenbach Bertran l'addició d'un nou cos en la planta baixa, pel costat de la façana oest.
El 1946 es va vendre una part del jardí per a la construcció d'habitatges, que incloïa la cascada, que va ser enderrocada, així com l'antic mirador. La porció de jardí que incloïa la capella de Santa Rita va quedar separada de la resta.
El 1962 va morir la vídua del doctor Jover, Ángela González Sánchez, deixant com a hereus els seus fills Antoni, Gaspar, Maria de la Paloma i Fabiola. Després del repartiment dels béns, va correspondre la Casa Vicens a Fabiola, casada amb el ginecòleg Antonio Herrero López (1914–2004), que passava consulta a la mateixa Casa Vicens. L'any següent, es va vendre una altra part del jardí per a la construcció d'habitatges i es va enderrocar la capella de Santa Rita. Es va desmuntar la major part del reixat de margalló, algunes de les porcions del qual van ser després col·locades en diversos punts del parc Güell. La finca va obtenir llavors la grandària actual i es va encarregar a l'arquitecte Antoni Pineda Gualba la reforma del soterrani i la planta baixa, efectuada el 1964. Es va obrir llavors una entrada al soterrani des del nivell de carrer, sota l'escala de la porta principal.
La casa va ser restaurada el 1997 amb un projecte de l'arquitecte Ignacio Herrero, membre de la família propietària. La intervenció es va realitzar preferentment en les façanes i la coberta. El 2001, a la mort de Fabiola, la propietat va passar als seus fills Antonio, Ignacio, Carlos María i Javier Herrero Jover.

### Reconeixements
La Casa Vicens va ser declarada monument historicoartístic el 1969 junt amb altres edificacions de Gaudí: el Temple Expiatori de la Sagrada Família, el Parc Güell, el Palau Güell, la Casa Milà, la Casa Batlló, el Portal Miralles, la Casa Calvet, la Torre Bellesguard, els Pavellons Güell i el Col·legi de les Teresianes a Barcelona; la cripta de la Colònia Güell a Santa Coloma de Cervelló; la Cooperativa Obrera Mataronesa a Mataró; la Casa Botines a Lleó; el Palau Episcopal d'Astorga; El Capricho de Comillas; i els elements litúrgics instal·lats a la capella major de la catedral de Palma. En el decret s'assenyala que «l'obra de Gaudí és d'excepcional interès dins de l'arquitectura contemporània. S'hi unifiquen la mecànica, la construcció i l'estètica per a arribar a un alt grau de sinceritat. El segell peculiar que destaca en tota l'obra presenta Gaudí com un innovador de forta personalitat; el que no impedeix que moltes de les seves originals solucions es basen en la tradició arquitectònica, concretament en el gòtic característic de la regió catalana. La figura de Gaudí, valorada extraordinàriament a tot el món, ha fet que la seva obra constitueixi l'exponent més interessant i perdurable de notables moviments artístics de la nostra època». Així mateix, defineix la Casa Vicens com «una de les primeres fites del modernisme d'inspiració oriental, amb la novetat de les façanes policromes amb materials al natural en variades textures combinades amb ceràmica vidriada».
El 1993 va ser declarada Bé cultural d'interès nacional per la Generalitat de Catalunya. El juliol de 2005, la Casa Vicens va ser declarada Patrimoni de la Humanitat per la UNESCO. Al seu costat, van ser declarades altres tres obres de Gaudí: la façana del Naixement, la cripta i l'absis del Temple Expiatori de la Sagrada Família i la casa Batlló a Barcelona, i la cripta de la Colònia Güell a Santa Coloma de Cervelló; amb anterioritat, ho eren ja el Parc Güell, el Palau Güell i la Casa Milà, des del 1984. La Unesco va afirmar que «aquestes obres testifiquen l'excepcional contribució de les creacions de Gaudí a l'evolució de l'arquitectura i les tècniques de construcció a la fi del segle xix i començament del xx. Són l'expressió d'un estil eclèctic i summament personal al qual el seu autor va donar curs no sols en l'arquitectura, sinó també en la jardineria, l'escultura i moltes altres arts decoratives».
Compta a més amb els següents reconeixements: Premi Barcelona Sustainable Tourism a les Bones Pràctiques 2023 (categoria Sostenibilitat del Patrimoni cultural, natural i de les tradicions), Premi CETT Alimara Through Experiences 2021 i Premi Best Landmark Spain 2020 als Remarkable Venue Awards.

### Venda, restauració i obertura al públic
El 2014, la família Herrero Jover va vendre la Casa Vicens al banc andorrà MoraBanc, que va convertir l'immoble en una casa-museu després d'una remodelació. Va obrir les portes al públic el 16 de novembre de 2017.
La rehabilitació va ser realitzada pels arquitectes Elies Torres i José Antonio Martínez Lapeña, juntament amb David García de la firma Daw Office SLP, entre 2015 i 2017. Entre altres actuacions, es va substituir l'antiga escala per una altra més moderna i adaptada al nou ús de la casa com a museu, i es va instal·lar un ascensor. Se'n van eliminar els volums afegits el 1935 i 1964, que havien desvirtuat l'obra original de Gaudí. Una altra intervenció va ser executada en la tribuna, on es va substituir el tancament envidrat per un sistema de contrafinestres basculants amb gelosies de formes geomètriques i es va recuperar el brollador d'aigua del projecte original de Gaudí.

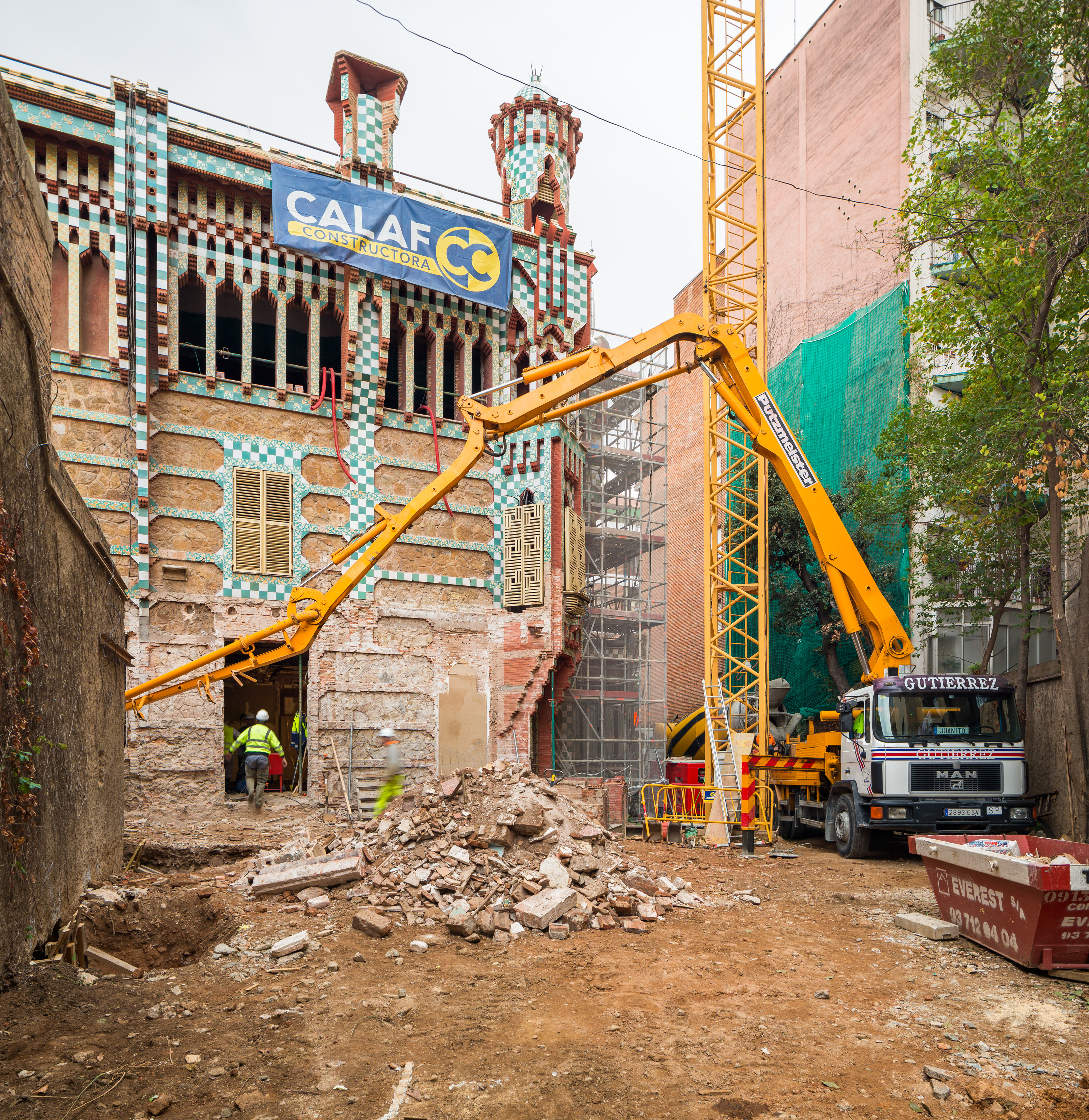
La Casa Vicens durant les obres de restauració

Es va centrar el recorregut en les estances del projecte original gaudinià i l'ampliació efectuada per Serra del 1925 va ser transformada en un espai de recepció al visitant en la planta baixa, així com un espai destinat a exposicions fixes i temporals a la primera i segona plantes. En l'espai expositiu de la segona planta es conserva una xemeneia elaborada per Gaudí per a la casa de Manuel Vicens a Alella, així com plànols del projecte realitzats per Gaudí i una maqueta a escala 1:33 de la finca. L'exposició es complementa amb uns audiovisuals del projecte gaudinià. Al soterrani hi ha una botiga-llibreria i, en un espai del jardí, una cafeteria.
Durant el procés de rehabilitació es van restaurar les pintures de Torrescassana, un procés realitzat per l'empresa Policromia en col·laboració amb el Centre de Restauració de Béns Mobles de la Generalitat de Catalunya. El treball va consistir en una neteja dels llenços, retocs en la capa pictòrica i la consolidació dels suports. També es van restaurar algunes rajoles ceràmiques deteriorades, per Manel Diestre, del taller de ceràmica Sot, amb la mateixa tècnica de trepa de les originals. Tanmateix, es van restaurar les llànties de la casa, un projecte dirigit pels arquitectes responsables de la restauració en col·laboració amb especialistes en diverses tècniques com la fusta, la ceràmica, el metall, la pintura mural, la tela i la pedra.
El projecte de restauració va ser finalista del premi FAD d'Arquitectura el 2018, així com en la XI Biennal Iberoamericana d'Arquitectura i Urbanisme el 2019. Va guanyar el premi Rehabilitació en la Primera Edició Premis Lledó Arquitectura Ibèrica el 2018 i va ser premiat en la XIV Biennal Espanyola d'Arquitectura i Urbanisme 2016-2017 el 2018. Segons el jurat de FAD, «els arquitectes han plantejat una rehabilitació integral i molt cuidada d'aquesta primera obra de Gaudí».
El 2021, la Casa Vicens va signar un acord de patrocini amb el Club Esportiu Europa, un equip de futbol vinculat al barri de Gràcia que competeix en la quarta categoria del futbol espanyol, tant en el seu vessant masculí com femení.
El 2024, a més de rebre visitants d'arreu del món, va ser visitada per un 44 % més de locals que l'any anterior, cosa que segons l'organització podria deure's al fet que cada dia hi hagués visites guiades en català.

## Descripció

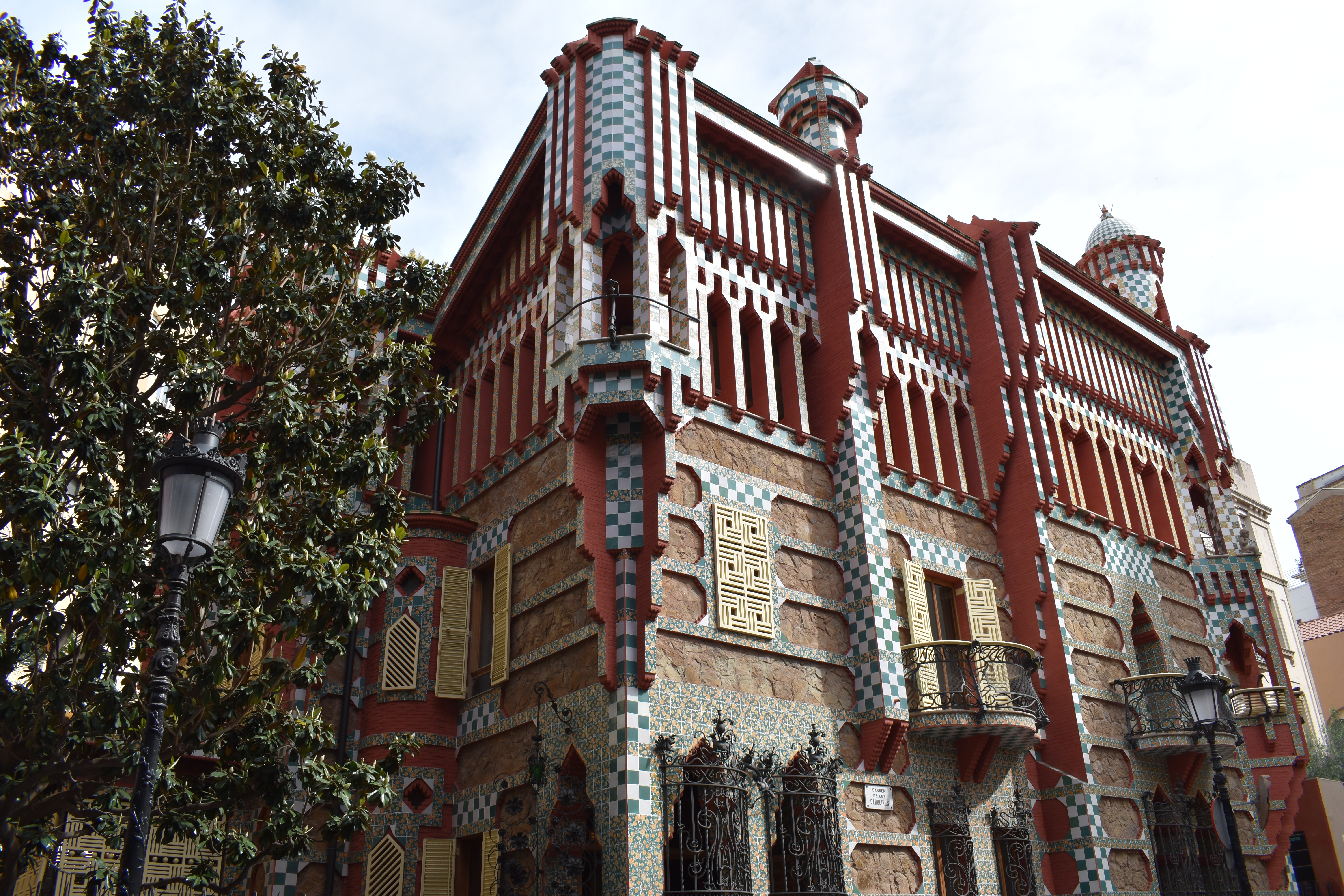
Vista des del carrer de les Carolines

La parcel·la actual té una superfície de 711 m² i la superfície construïda és de 1.239 m². Està estructurada en quatre plantes: un soterrani que servia de celler i magatzem; dues plantes amb destinació a habitatge, la primera amb cuina, menjador i diverses sales, i la segona per als dormitoris; i unes golfes per a ús del servei. Gaudí va emprar la tècnica tradicional catalana de construcció de murs de càrrega i tancament amb revoltons i cairats de fusta, lluny encara de les que serien les seves futures solucions constructives basades en la geometria reglada, si bé en la cascada del jardí va emprar ja l'arc parabòlic, un dels seus senyals d'identitat en el futur. En els murs, va combinar la maçoneria carejada, el maó vist i la rajola ceràmica.
L'arquitecte va concebre un conjunt plenament estival, integrat en el jardí circumdant. L'estructura es fonamenta en la línia recta, contràriament a la preferència per la corba que tindria en el futur, però li atorga dinamisme a través dels volums entrants i sortints. Al seu torn, l'edifici transmet una sensació de continuïtat espacial entre interior i exterior, gràcies a la tribuna de la planta noble i la galeria del segon pis, així com els diversos balcons i terrasses i el conjunt de tancaments de gelosia que va aplicar en les obertures. Tot això proporciona a l'edifici una sensació diàfana i lleugera, gairebé de construcció efímera, que va suposar el primer manifest arquitectònic de la seva carrera.

### Exterior

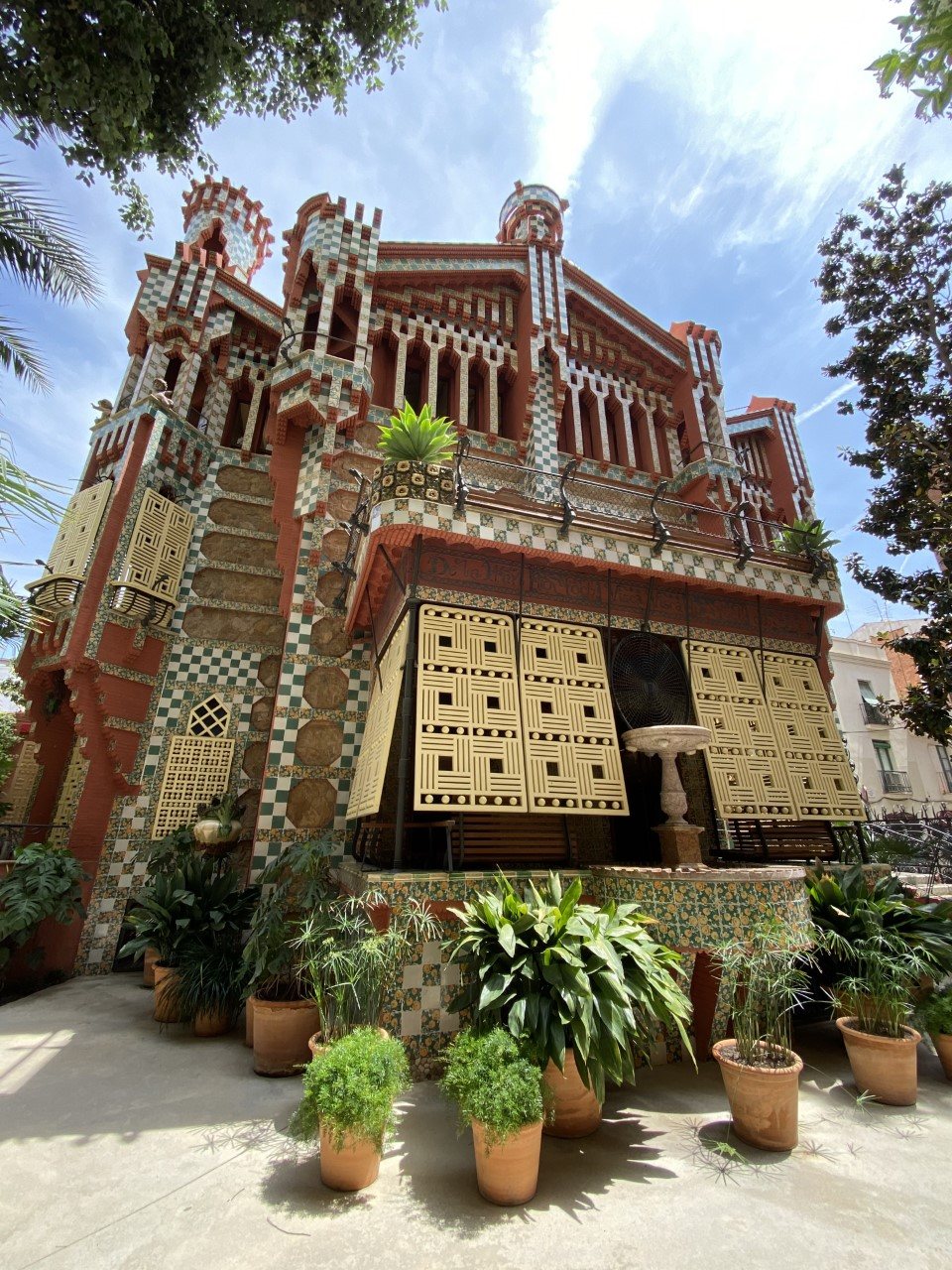
Façana del jardí

L'estructura de la casa es basa en la línia recta, amb les càrregues distribuïdes en murs paral·lels. Aquesta simplicitat es veu atenuada per la riquesa decorativa, en la qual Gaudí va desenvolupar tota la seva desbordant imaginació. Els murs de la casa són de maçoneria alternada amb files de rajoles, que reprodueixen unes flors grogues que Gaudí havia trobat al solar de la casa abans de la construcció, anomenades clavells de moro. Les rajoles tenen una mesura modular de 15 cm.
Els murs destaquen pels volums prominents, una característica de l'arquitectura islàmica. Els carreus de maçoneria alternen amb les rajoles, tant els de motius vegetals com uns altres en colors verd i blanc en forma d'escaquer. Les diferents superfícies i els efectes geomètrics provoquen clarobscurs, la qual cosa accentua la diversitat cromàtica de l'exterior. Al segon pis tant de la façana del carrer com del jardí compta amb una galeria contínua d'arcs mitrals que circumda la part superior, tancada amb gelosies de fusta d'estil oriental. Les cantonades tenen amb unes tribunes situades a 45 graus, amb uns balcons recolzats en mènsules de maons en successives volades. En els ampits dels balcons hi ha unes figures d'amorets de terracota, obra d'Antoni Riba. Les volades de les finestres tenen en la part inferior unes vores formades per goterons en forma piramidal arrodonida, de 4 × 4 × 4 cm, que alternen amb cassetons en forma de petxines i motius vegetals.
La façana del carrer de les Carolines, orientada al sud-est, era en el seu moment l'entrada a la casa, que va ser desplaçada en la reforma de 1925 a causa de l'eixamplament del carrer i la pèrdua de l'espai de jardí que hi havia abans entre aquesta façana i el reixat d'entrada, que era de tres metres. On se situava la porta es van col·locar dues finestres, cobertes amb reixes de forja. La meitat dreta d'aquesta façana, que sobresurt cap al carrer respecte a l'esquerra, correspon a l'ampliació de Serra. La façana original tenia 7,5 m de longitud, mentre que amb l'ampliació se'n van guanyar set més. El primer pis compta amb dos balcons de formes arrodonides, que contrasten amb les formes rectes de la façana. En el terrat, en la part central de la façana original, es troba una xemeneia, mentre que la cantonada dreta —corresponent a l'ampliació— està rematada amb un templet.

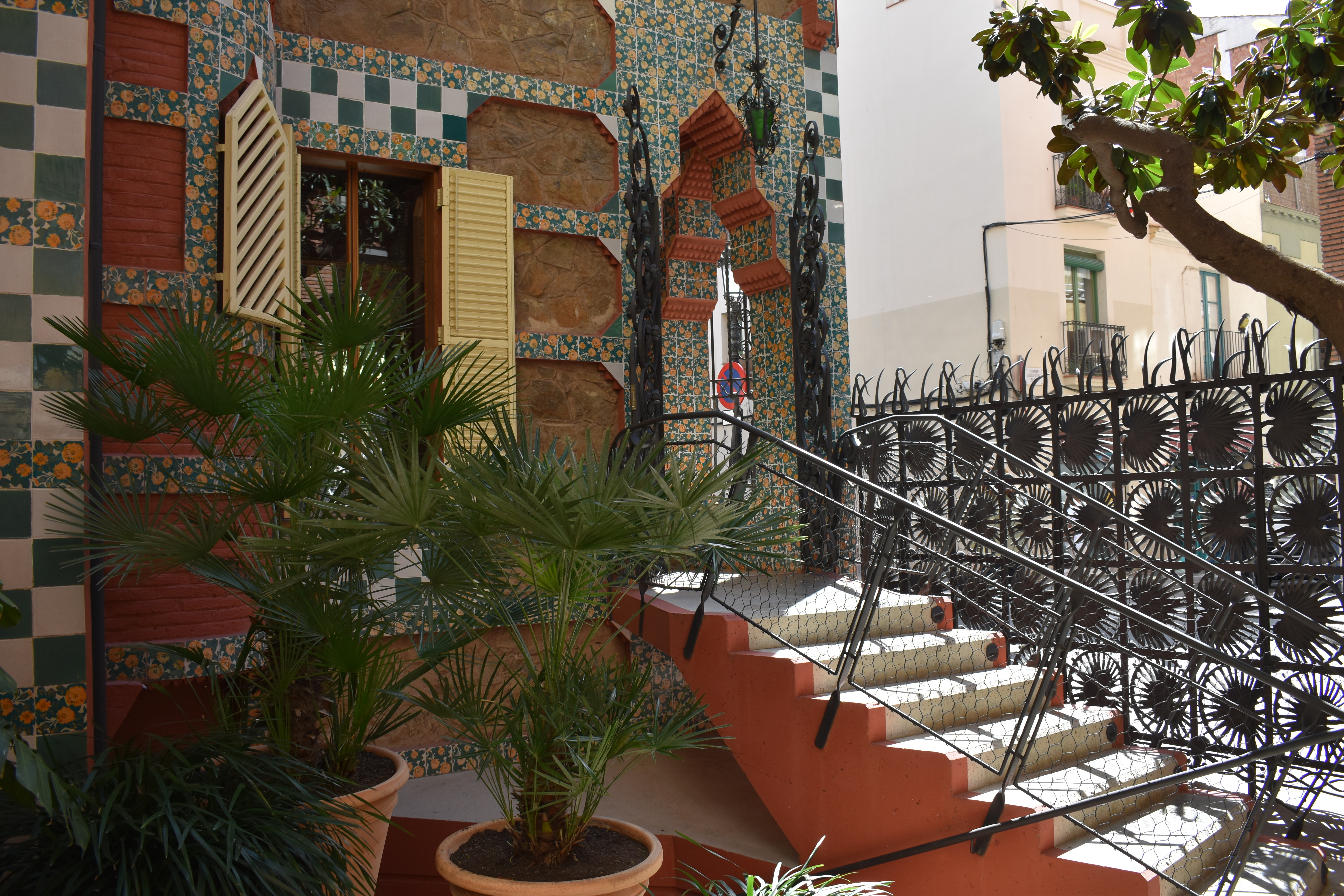
Entrada principal

La façana del jardí, encarada al sud-oest, era la principal en el projecte gaudinià. S'estructura en tres nivells diferents, un per cada planta: en el primer, destaca en la part central la zona externa de la tribuna, que enllaça amb el menjador de la planta noble, flanquejada a la dreta per l'entrada a la casa —una finestra en el projecte original— i, a l'esquerra, per la porta d'accés al fumador; en el primer pis, més sobri, hi ha un balcó que dona als dormitoris; el segon, corresponent a la golfa, destaca pel revestiment de rajoles i està rematat en la part central per una xemeneia, mentre que sobre la cantonada esquerra s'alça un templet amb cúpula. Aquest templet marca l'altura màxima de la casa, de 17 m.
Per la part exterior, la tribuna presenta una altura de 5,5 m, incloent la terrassa superior. En la part central, l'assortidor d'aigua s'assenta sobre un cos adossat de base semicircular, revestit amb les rajoles de clavells. Les gelosies que tanquen les obertures de la tribuna, elaborades en fusta, tenen unes mesures de 2 × 2 m. D'inspiració oriental, recorden a una mena de contrafinestres japoneses anomenades shitomido. Gaudí va poder conèixer aquest sistema en una mostra d'arquitectura japonesa celebrada a Barcelona el 1881. La terrassa que s'assenta sobre la tribuna té uns bancs de fusta amb baranes metàl·liques i unes jardineres a les cantonades, decorades amb rajoles que alternen flors i fulles de gira-sol, similars a les utilitzades a El Capricho de Comillas.

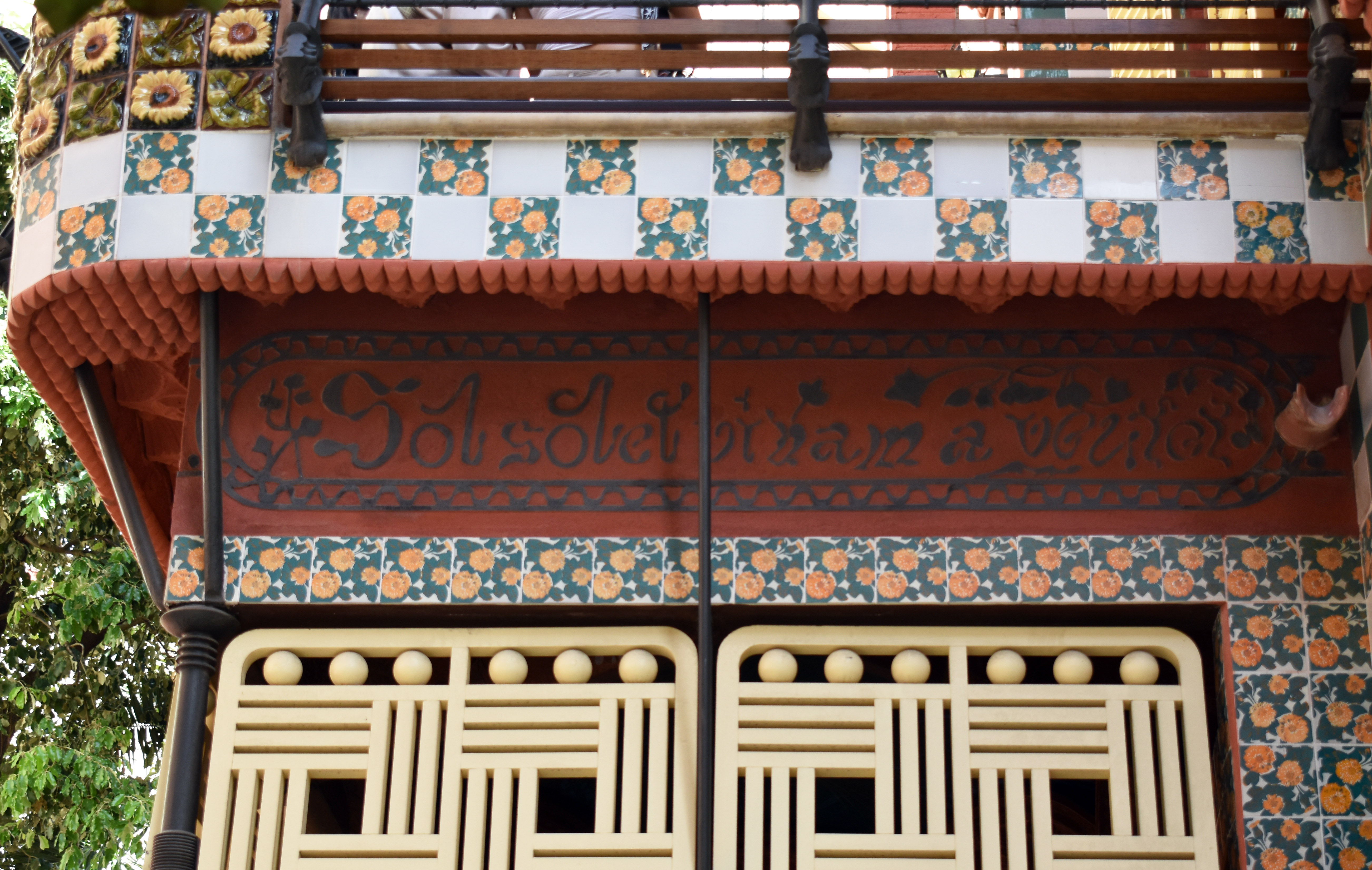
Inscripció de la tribuna: sol, solet, vinam a veure

Al fris de la tribuna figuren frases de contes populars catalans: sol, solet, vinam a veure al vessant sud-est; oh, la sombra de l'istiu a la nord-oest; de la llart lo foch, visca lo foch de l'amor a la paret sud-oest.
La porta principal de la casa, al costat de la tribuna, és fruit de la reforma de 1925, ja que abans es trobava en la façana del carrer. Elevada sobre el terra, s'hi accedeix a través d'uns graons amb barana metàl·lica. La porta té dos batents de forja de ferro amb motius florals als costats. L'obertura de la porta té forma d'arc mitral rectilini, decorat a l'interior amb goterons. En la reforma del 1925 s'havia creat enfront d'aquesta porta una terrassa, que va ser eliminada en la restauració del 2017. Sobre la porta hi ha un llum de forja amb motius vegetals.

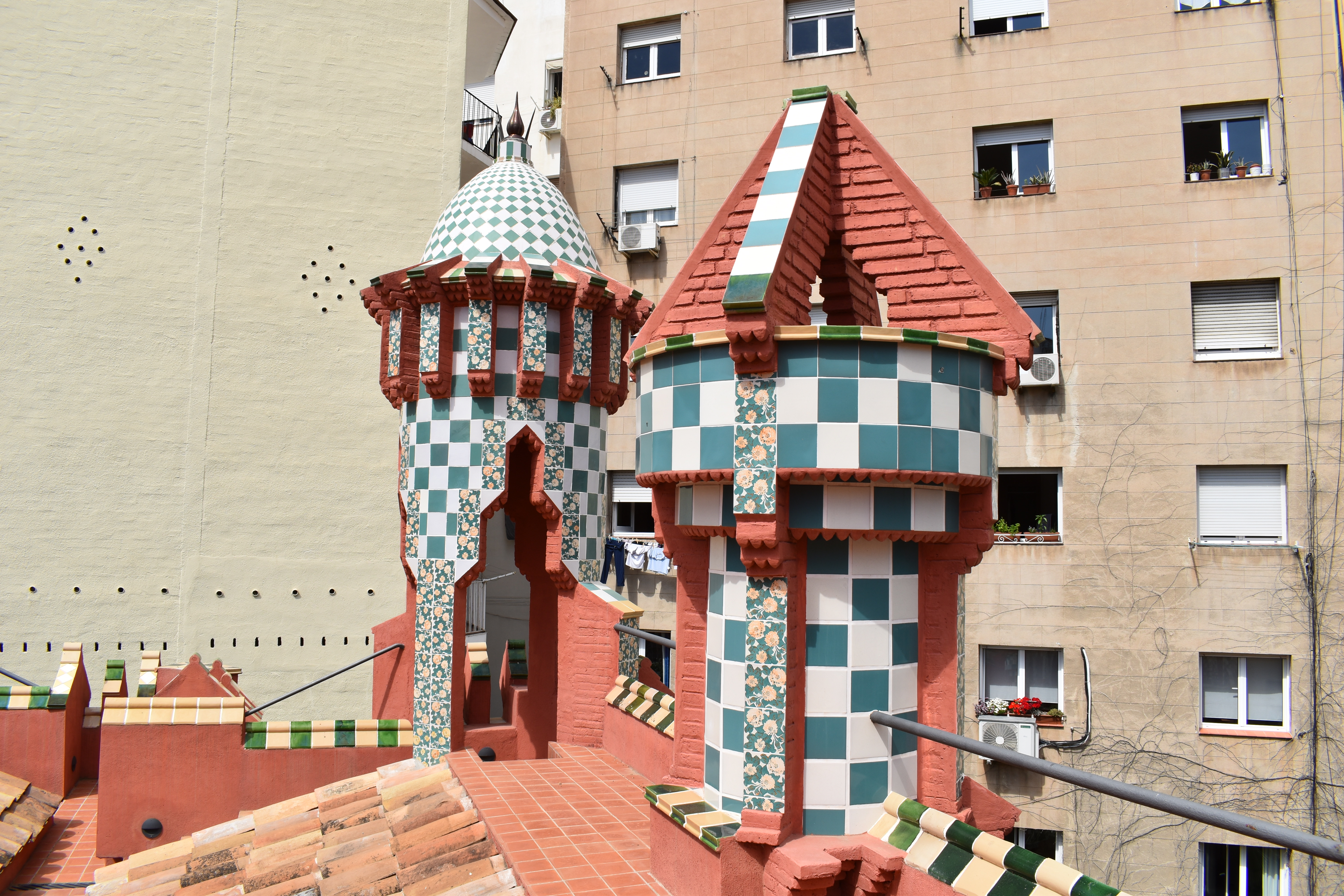
Xemeneia i templet del terrat

L'entrada que dona accés al fumador es realitza a través de quatre graons decorats amb les rajoles de clavells, amb dues baranes de formes espirals amb unes flors de tiges allargades. La porta és de fusta, elaborada amb formes geomètriques d'inspiració oriental. La finestra contigua té igualment un porticó de fusta amb unes peces arrodonides disposades alternativament en posició horitzontal i vertical. Sobre la porta hi ha un llum igual al de l'accés principal.
Les altres dues façanes repeteixen el mateix disseny de la resta. En la nord-oest, com en la que dona al carrer, la meitat de la façana —en aquest cas l'esquerra— correspon a l'ampliació de Serra. Per part seva, la façana nord-est és deguda enterament a la mà de Serra, ja que en el projecte gaudinià aquest costat de la casa tocava amb la paret mitgera del convent veí.
El terrat té una superfície de 150 m², dels quals 85 m² corresponen a la casa original dissenyada per Gaudí i la resta a l'ampliació de Serra. Tots dos projectes es diferencien també en la coberta: el terrat original té quatre plans inclinats construïts sobre les bigues de fusta del sostre de la golfa, coberts per fileres de teules àrabs, amb un pas de ronda de rajoles de ceràmica cuita que permet accedir al templet de la cantonada i a les xemeneies; la zona construïda per Serra presenta una terrassa plana, amb uns graons que condueixen a l'altre templet de l'angle oposat. Aquests templets —el de Serra és còpia exacta de l'original gaudinià— estan revestits de rajoles, combinant els de clavells amb els escacats verds i blancs, amb una cúpula rematada per una flama de bronze. Les xemeneies són de maó cobert igualment de rajoles. En l'accés a aquest espai es troba l'antiga reixa d'entrada del carrer de les Carolines, quan l'accés principal es realitzava pel costat sud-est, extreta en la reforma de 1925. Presenta uns motius florals de tiges circulars.
En l'accés del carrer hi ha el reixat decorat amb les fulles de margalló i flors de clavell dissenyada per Matamala i elaborada per Oñós. Té una altura de 2,3 m. El reixat és coronat per dos llums instal·lats en la reforma de 1925, atribuïts al taller de Bonaventura Batlle.
El conjunt actual compta amb un jardí, de dimensions molt més reduïdes que l'original, però que pretén recrear en la mesura que sigui possible l'espai enjardinat concebut per Gaudí. Entre les plantes hi destaquen les palmeres (Phoenix, Trachycarpus), magnòlies, roses i plantes enfiladisses. Al jardí hi ha igualment una fornícula a imitació de la de l'antic templet que contenia la imatge de santa Rita, reconstruïda pels arquitectes de la rehabilitació del conjunt, encara que ja sense l'efígie de la santa.

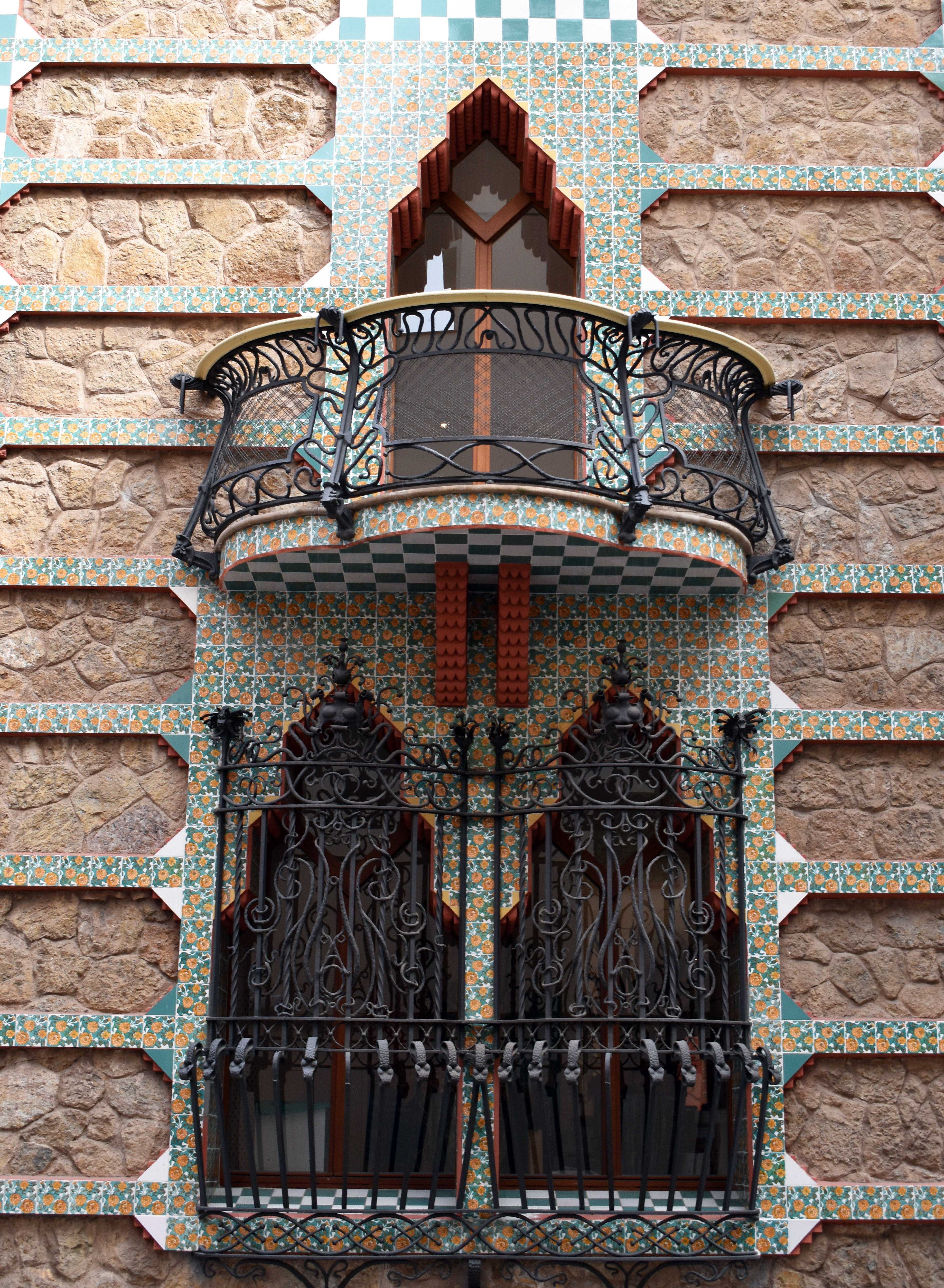
Finestres amb reixa de forja i balcó superior
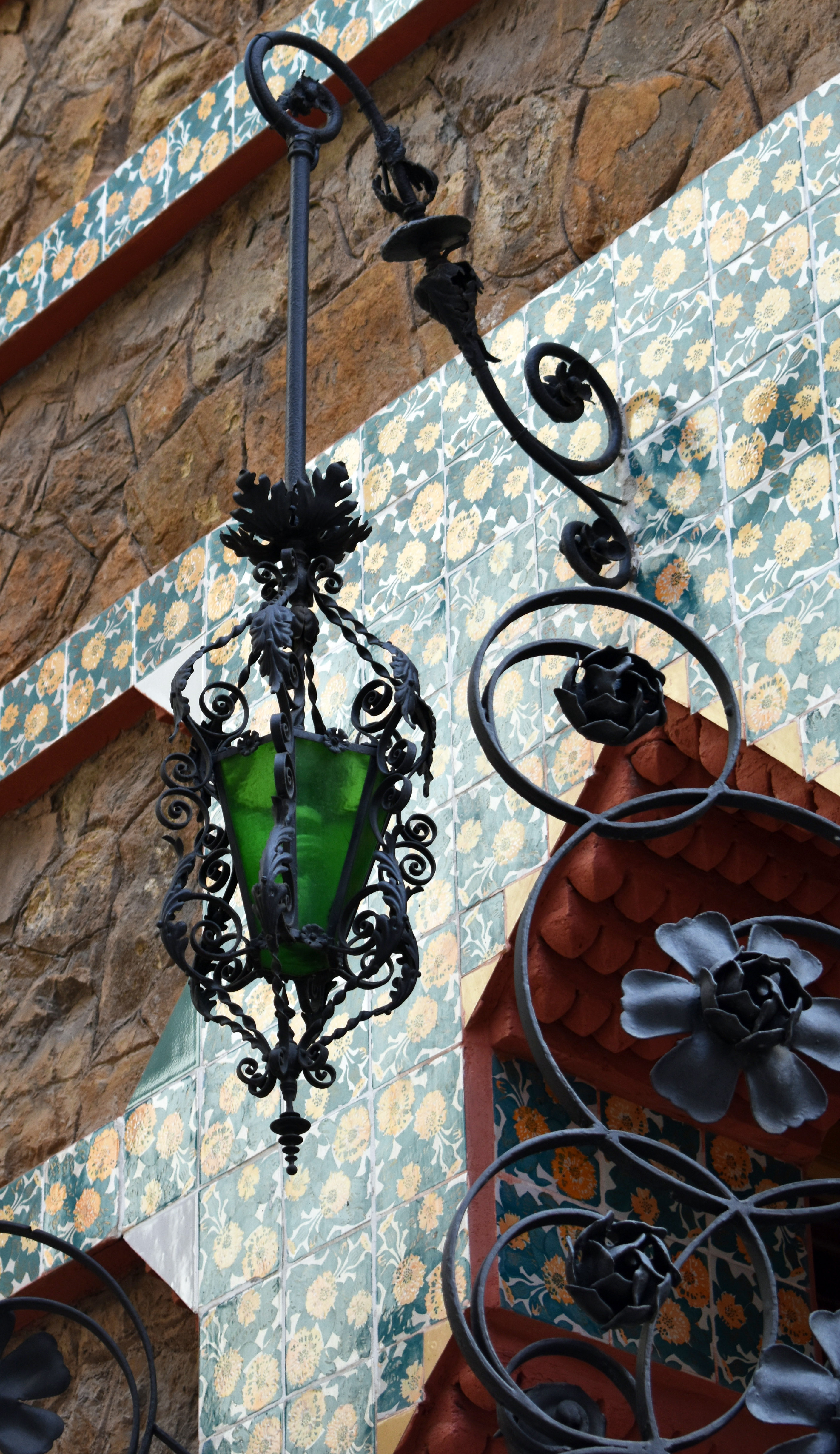
Llum de la porta d'entrada
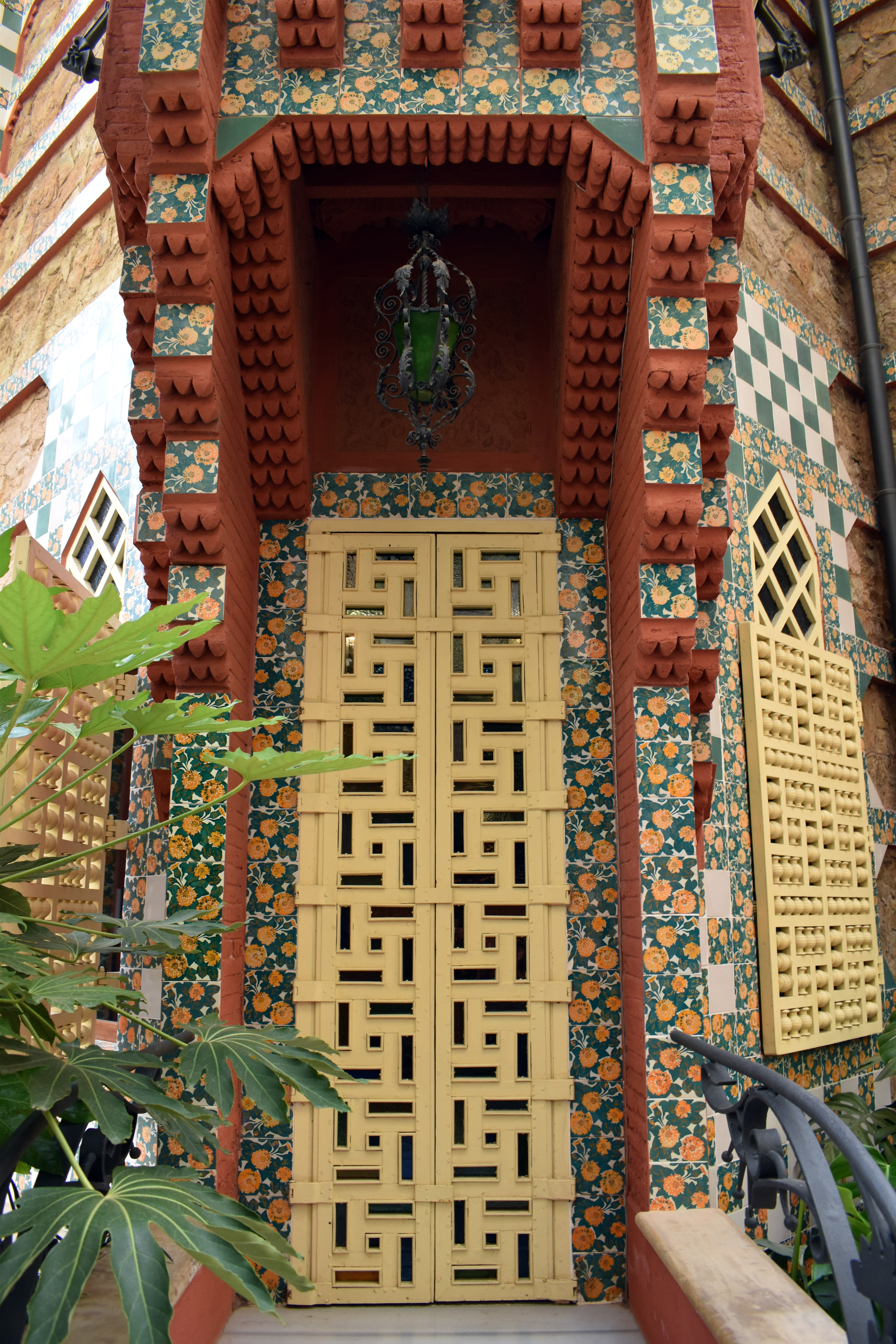
Porta del fumador
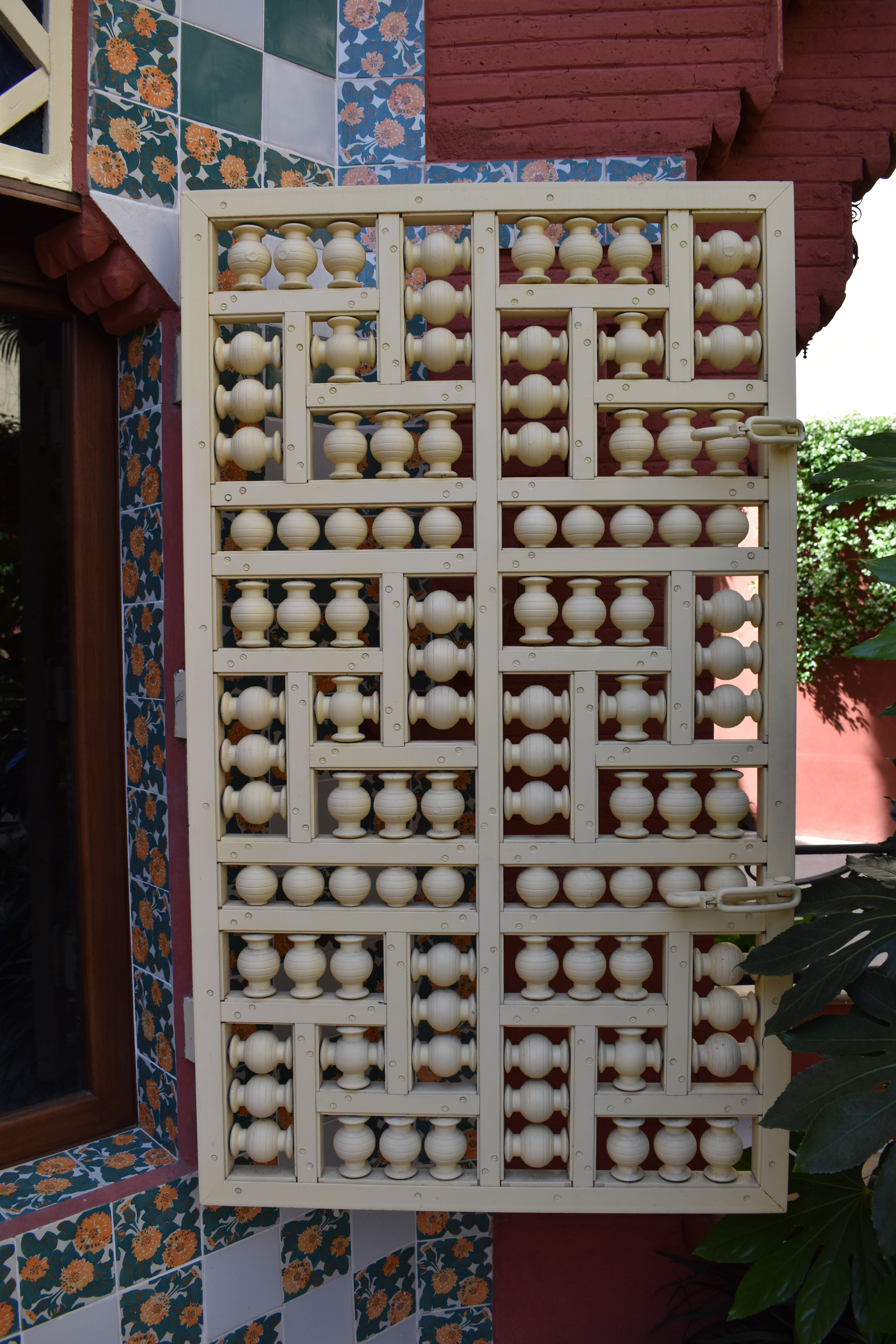
Finestra del fumador
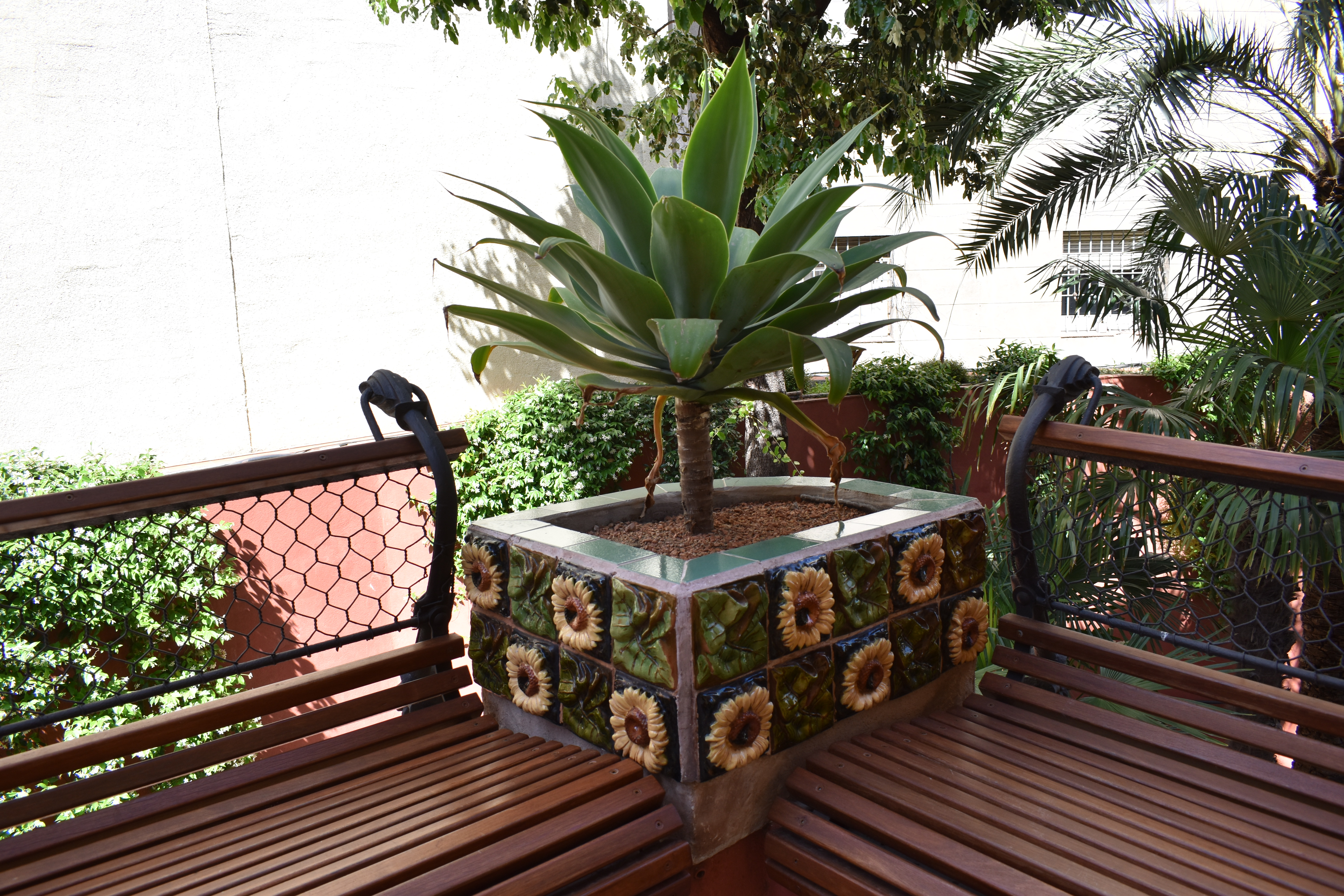
Jardinera amb rajoles de flors i fulles de gira-sol
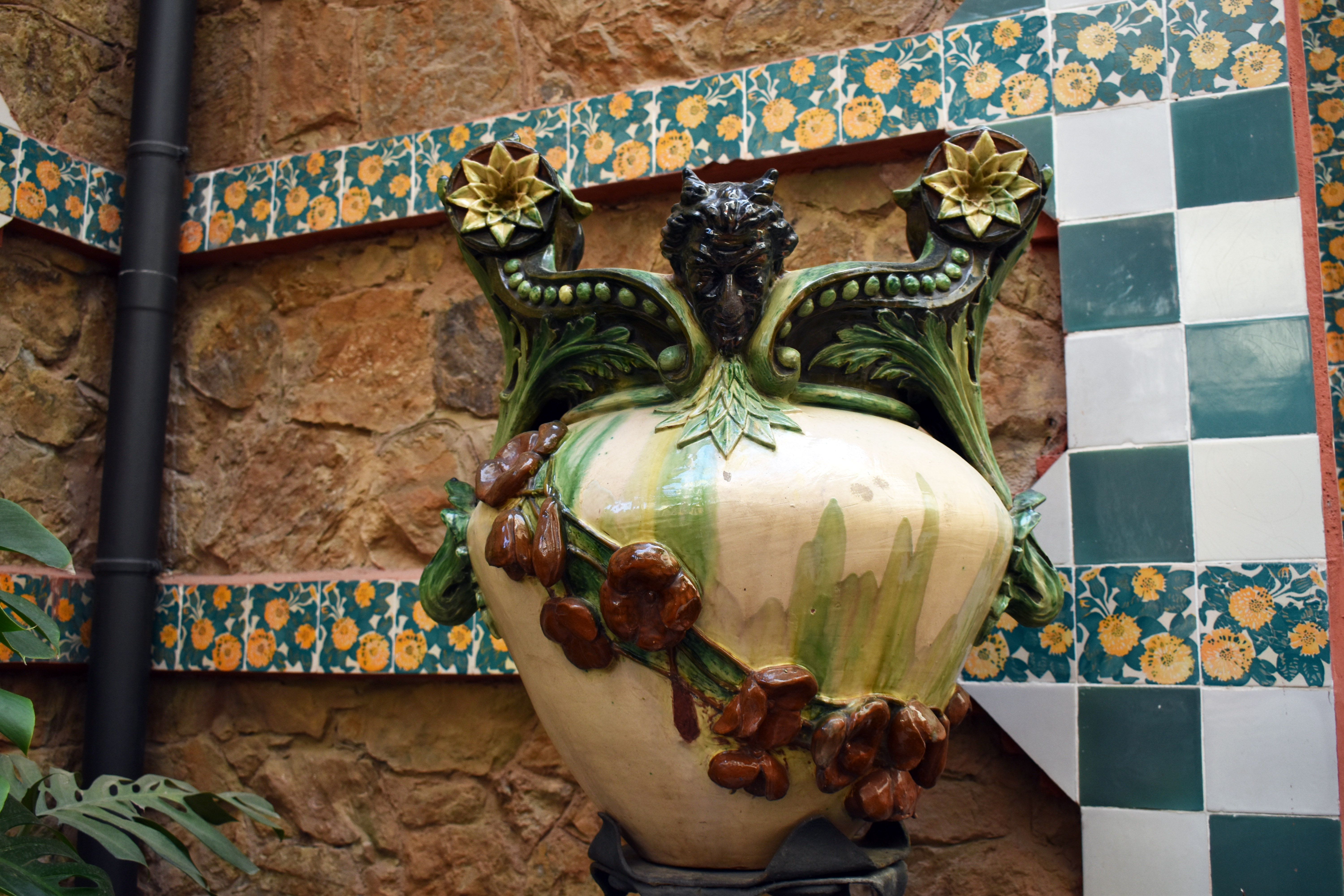
Gerro ceràmic

### Interior

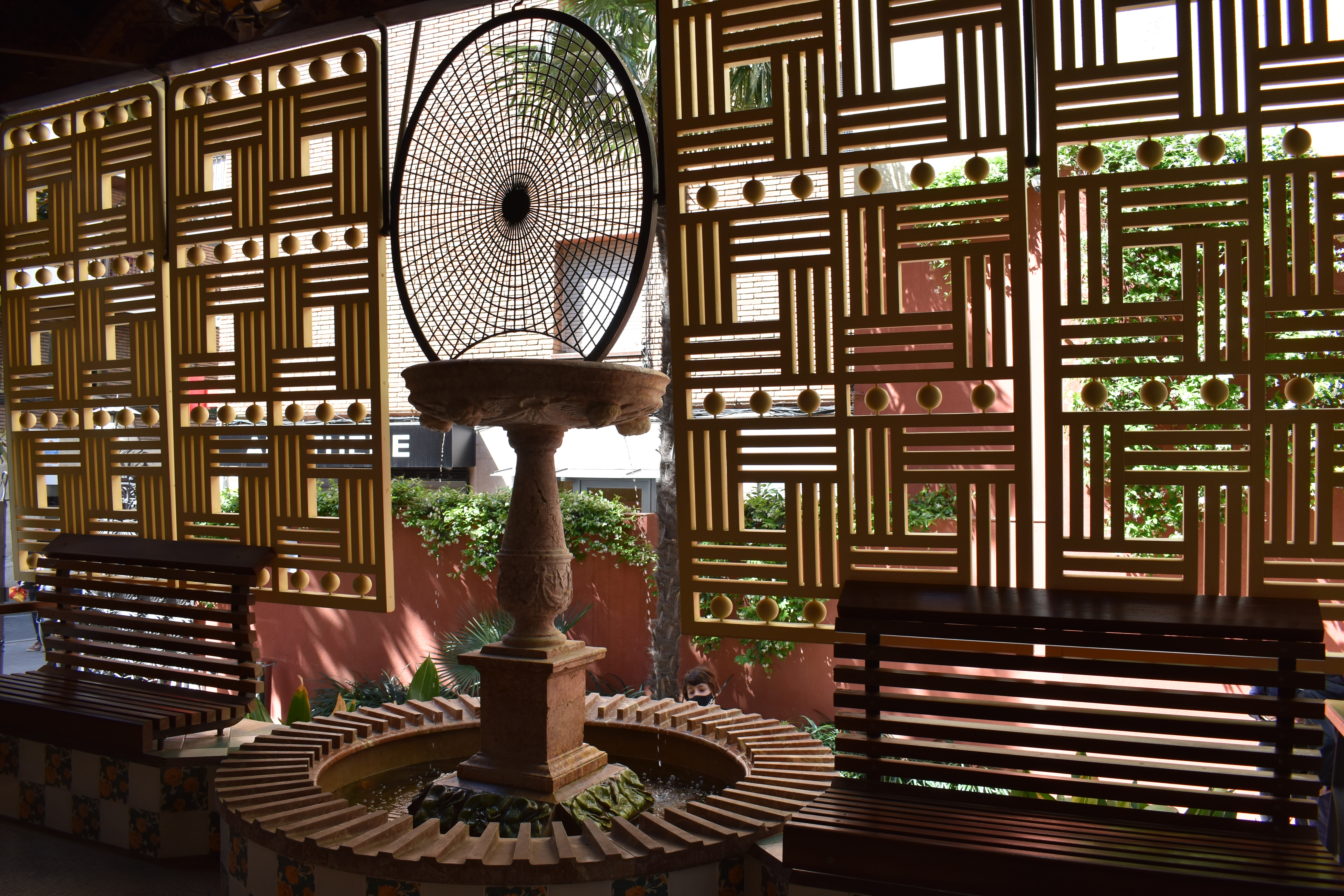
La tribuna des de l'interior

L'interior de la casa és format per murs de maçoneria, amb voltes paredades en el soterrani i empostissats de bigues de fusta en els altres pisos. Gaudí va distribuir les diverses estances amb petits vestíbuls hexagonals de separació, de tal forma que podien aïllar-se amb només tancar les portes. L'arquitecte va concebre una estructura funcional, i va destinar cadascuna de les plantes a un fi específic: el soterrani per a celler i magatzem; la planta noble per a usos públics de la família, incloent el menjador, la tribuna, el fumador, la cuina i el safareig; la primera planta per als dormitoris, els banys i la biblioteca; i la golfa per a allotjament del servei. Gaudí va dissenyar tot el mobiliari de la casa, incloses les portes corredisses i els panys de llautó fos dels armaris.
L'accés a l'habitatge s'efectua per la planta noble (162 m²), que conté un rebedor, el menjador, la tribuna i un fumador, com a principals estances. La porta d'entrada dona accés a un porxo, a través del qual s'accedeix al rebedor. La porta és de fusta, decorada amb una quadrícula en la qual s'insereixen unes motllures de forma circular. El rebedor té un sostre de bigues de fusta amb motllures policromades, així com esgrafiats en les parets amb motius vegetals. Del sostre penja un llum de ferro forjat i vidre, d'estil islàmic, posterior a l'obra de Gaudí.

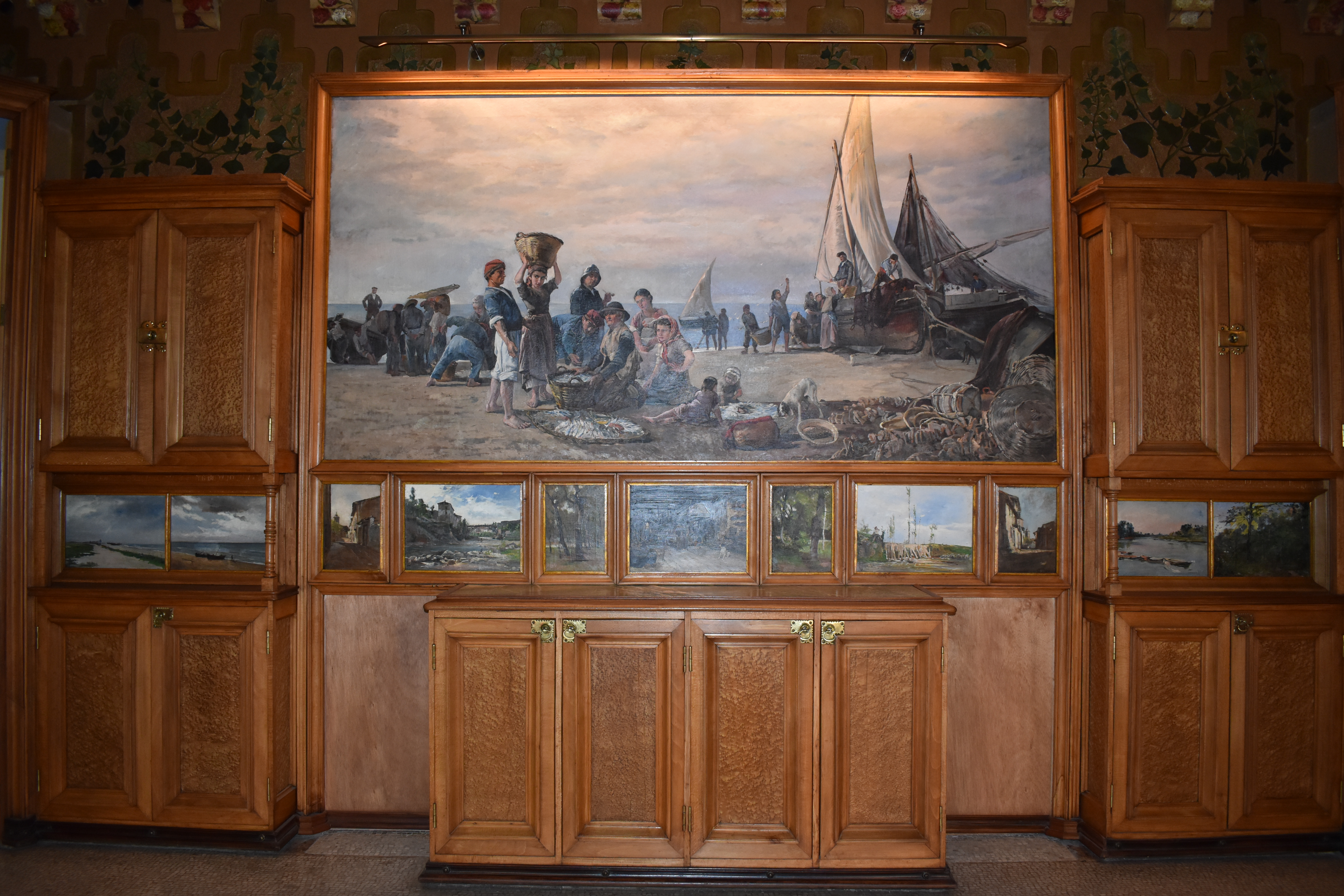
Menjador

El menjador (32 m²) està decorat amb heures enfiladisses realitzades en estuc sobre fons daurat en els espais lliures de fusteria i enrajolat, en alternança amb un cartó pedra de motius fruiters i fulles d'arboç entre les bigues del sostre. El terra és de mosaic romà d'opus tessellatum. En la paret que dona a la tribuna es troba una llar de xemeneia, envoltada de ceràmica vidriada en relleu. Les voltes estan decorades amb motius de cirerer i petxines, elaborats en guix policromat. Tanmateix, als brancals de separació entre el menjador i la tribuna es troben pintures de motius naturals (flora i fauna) realitzades per Francesc Torrescassana, com pardals, colibrís, garses, grues i flamencs. Tots els ocells es mostren en vol, excepte els flamencs de la part inferior, mentre que les fulles es bressolen al vent. En total, hi ha 24 figures d'ocells. Els armaris del menjador, dissenyats per Gaudí, formen un conjunt amb els marcs que alberguen les pintures de Torrescassana. L'arquitecte va dissenyar igualment els forrellats, tots diferents, amb el que va demostrar el seu coneixement en els diversos oficis artístics. En les dues portes d'entrada al menjador figuren en la part superior dues figures de terracota d'estil orientalista, obra d'Antoni Riba, una masculina i una altra femenina, probablement una odalisca.

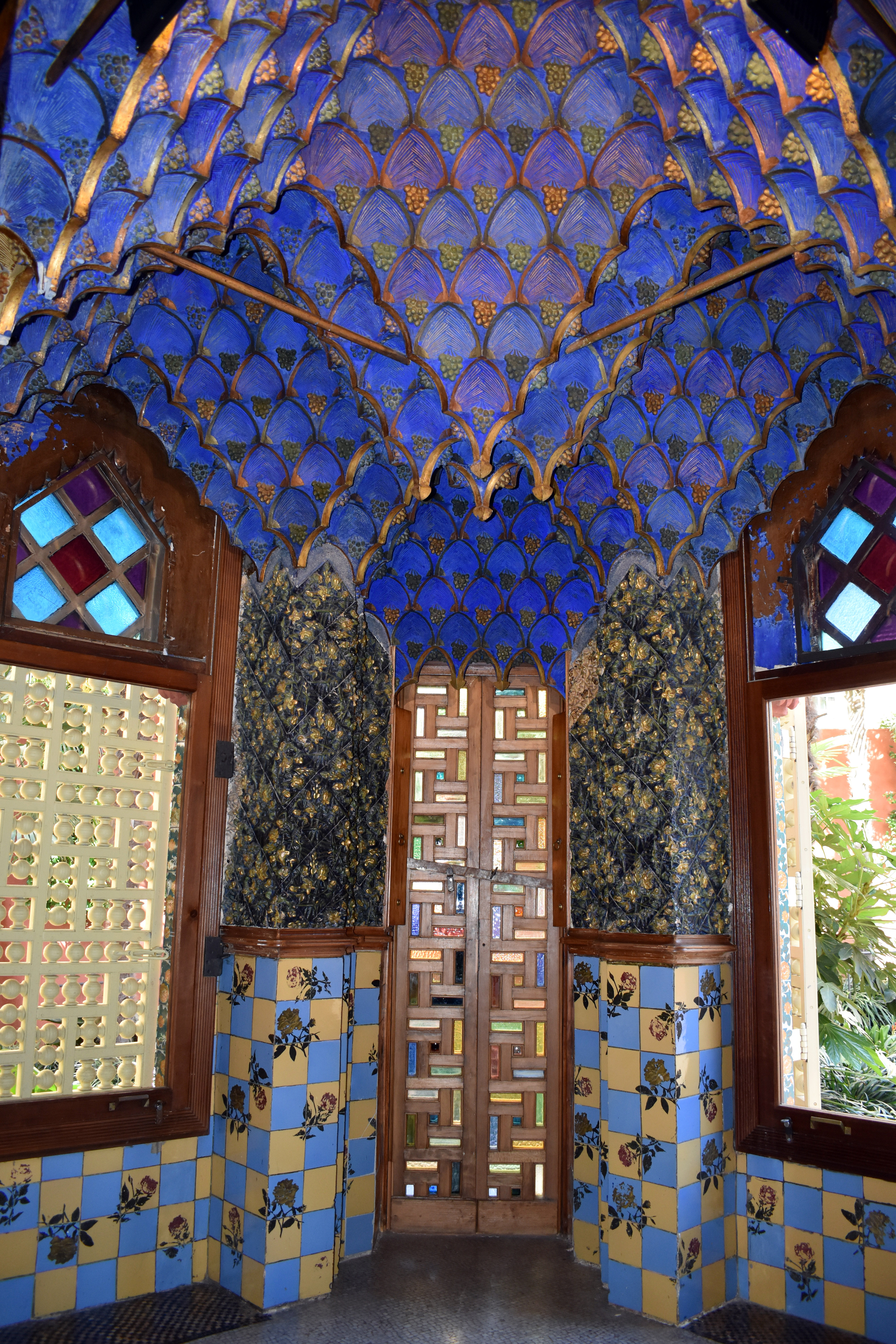
Fumador

El menjador dona accés a la tribuna (13 m²), oberta a l'exterior gràcies a un sistema de gelosies d'inspiració oriental. En la part central, alberga una font assortidor formada per una pila baptismal d'estil plateresc, de forma circular, que alberga un podi de forma quadrada amb rajoles de fulles de gira-sol, sobre el qual s'alça una columna de marbre rematada en una tassa circular, que en la part inferior té uns caps de querubins que evacuen l'aigua; sobre aquesta es troba una malla metàl·lica de forma el·líptica que assembla una tela d'aranya. A banda i banda d'aquesta font es troben uns bancs de fusta. L'estança està decorada amb rajoles de clavells, mentre que el sostre està decorat amb esgrafiats amb motius de magranes i hortènsies i unes pintures al tremp en trompe-l'œil que representen un cel vist a través de fulles de margalló. La separació entre totes dues estances s'efectuava antigament amb unes portes corredisses realitzades per Eudald Puntí.

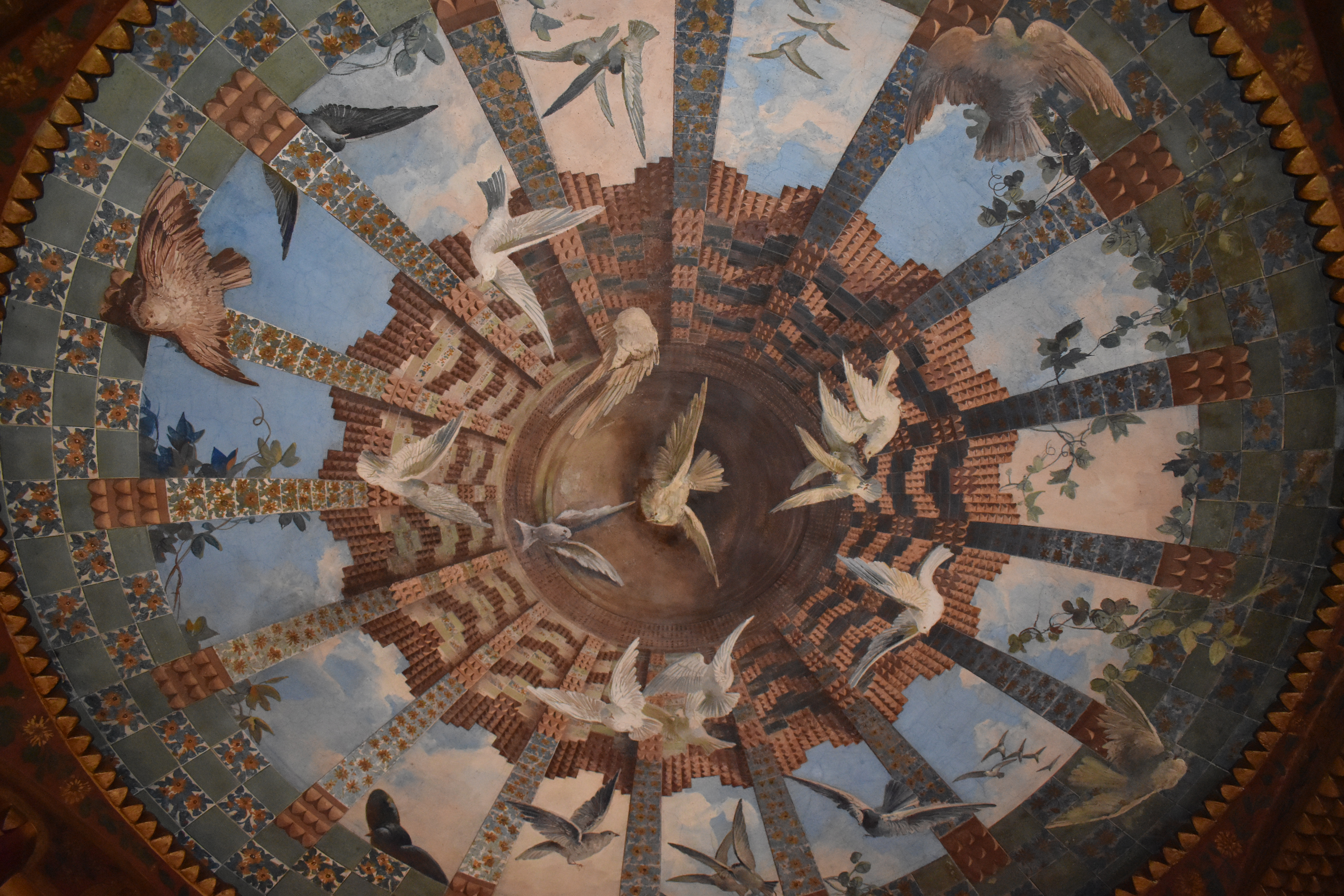
Cúpula de la sala d'estar

Al costat del menjador es troba el fumador (10 m²), una de les estances més especials del conjunt, amb una volta paredada atirantada recoberta d'un cel ras de mocàrabs d'estil islàmic en forma d'estalactites realitzat en guix policromat, que reprodueix fulles de palmera i raïms de dàtils. Les parets estan revestides de rajoles de cartó-pedra en tons daurats, blaus i verds, així com un arrambador de colors blau i ocre, amb roses vermelles i grogues pintades a l'oli. Aquestes rajoles de cartó pedra eren fabricades per Hermenegild Miralles, un dels clients de Gaudí, per al qual va construir l'accés a la finca Miralles. Aquesta estança té una porta de fusta que dona accés al jardí, elaborada amb un entramat d'estil xinès. L'habitació estava moblada amb una taula plegable de cafè i uns tamborets baixos, i comptava amb un hookah o pipa per a fumar tabac. La família Jover va afegir un llum d'estil islàmic, de vidre translúcid amb lletres àrabs, que va ser retirada el 2020 durant el procés de restauració al no pertànyer al projecte original gaudinià.
En el primer pis (143 m²) es trobaven els dormitoris: el principal es trobava sobre el menjador, amb una terrassa situada sobre la tribuna inferior; tenia a més una sala d'estar, situada sobre el fumador, un bany, un vestidor amb lavabo i altres dependències, una habitació de convidats i una altra destinada probablement a estudi o biblioteca. Aquestes estances estaven decorades amb pintures al fresc de motius vegetals inspirats en les plantes del pròxim torrent de Cassoles (canyes, joncs i falgueres). El dormitori principal (34 m²) presenta un sostre d'entrebigats ceràmics amb pàmpols de cartó pedra premsats de color verd. Compta igualment amb una terrassa situada sobre la tribuna del pis inferior, amb un banc de fusta amb reixat de ferro. A la sala d'estar destaca una cúpula decorada amb una pintura en trompe-l'œil d'influència barroca que reprodueix en contrapicat la cúpula del templet que s'aixeca sobre aquesta sala, encarada al cel i amb un grup de coloms blancs en vol, així com branques de plantes enfiladisses sobre l'ampit. Aquesta sala té així mateix un arrambador de rajoles de color blau, blanc i ocre. A la cantonada té un balcó amb bancs de fusta i tancament de gelosies orientals similars a les de la resta de la casa. El vestidor (7 m²) té dues portes d'accés i un sòcol de rajoles en escacat blanc i blau envoltat d'altres de color ocre, amb un sostre de bigues amb motius florals i unes mènsules decorades amb margarides sobre fons blau. El bany (6 m²) té un sòl de terratzo gris i parets revestides de rajoles, alternant els tons ocre amb un escacat blanc i blau, així com un fris de rajoles amb flors pintades a l'oli, únic en tota la casa; el sostre és de bigues amb relleus ceràmics de fulles d'heura. Per part seva, el lavabo (1,4 m²) està decorat amb rajoles amb motius de rodes i estels.
La segona planta (150 m²), destinada a les habitacions del servei, està ocupada actualment per un espai d'exposicions. Gaudí va dissenyar aquesta planta d'una manera més austera, concorde a les seves funcions, amb murs llisos, paviment de rajoles i un sostre de bigues de fusta. Va dissenyar un espai diàfan, de sostres alts, que servís com a regulador tèrmic de l'edifici.
A la segona planta es troba també un gerro ceràmic decorat amb flors i dos caps de faune. Antigament es trobava al jardí i, després d'una cessió temporal per a l'exposició realitzada sobre Gaudí al Museu Nacional d'Art de Catalunya (19 de novembre de 2021 al 6 de març de 2022) i al Museu d'Orsay de París (12 d'abril al 17 de juliol de 2022), va ser reubicada per motius de seguretat en l'exposició permanent de la casa. Encara que no està documentat, s'ha suggerit la possible autoria del ceramista Magí Fita d'aquesta obra.
El soterrani, format per una estructura de voltes catalanes al sostre, s'utilitzava antigament com a celler i carbonera. En l'actualitat es troba allí la botiga del museu.

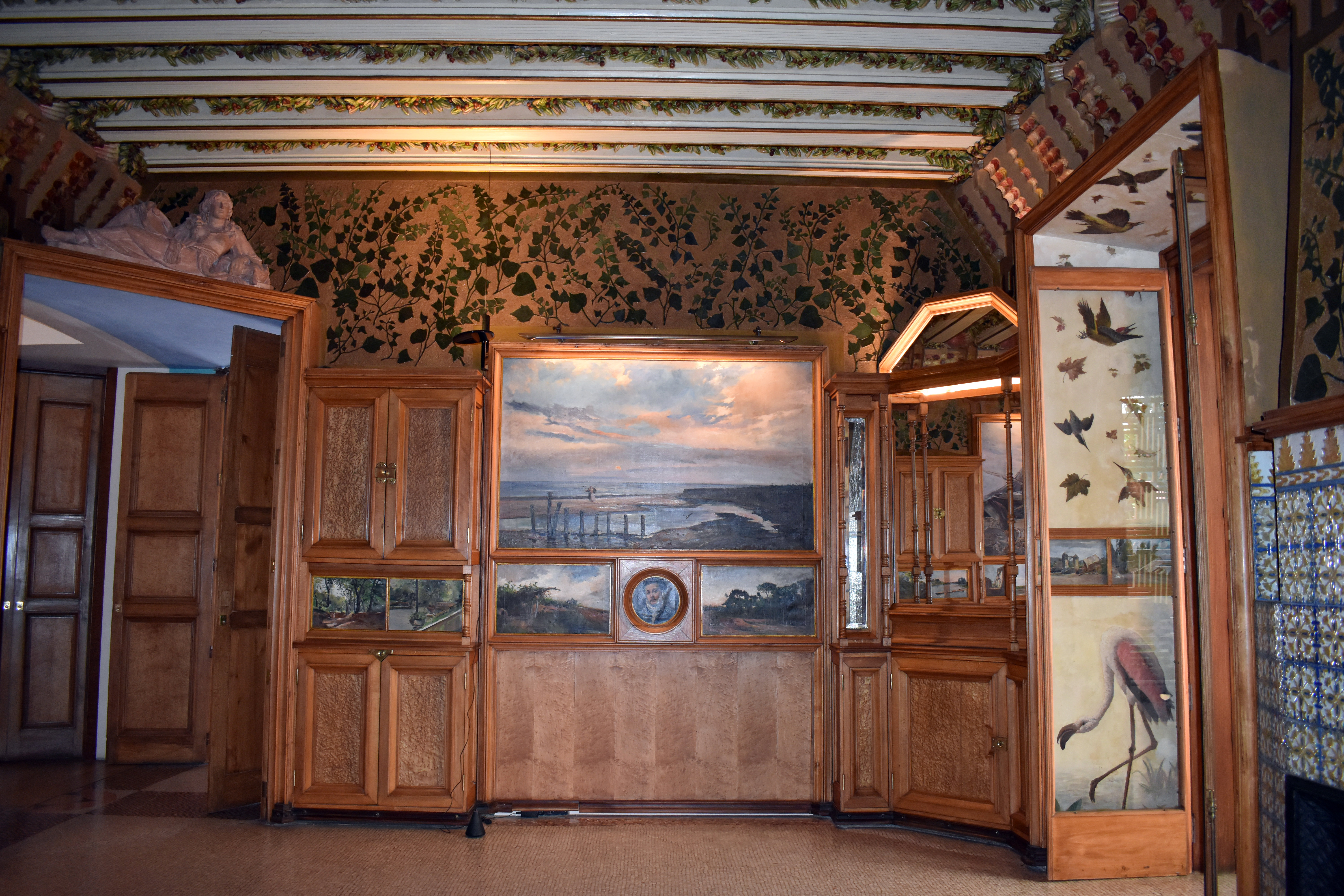
Menjador, costat sud-est
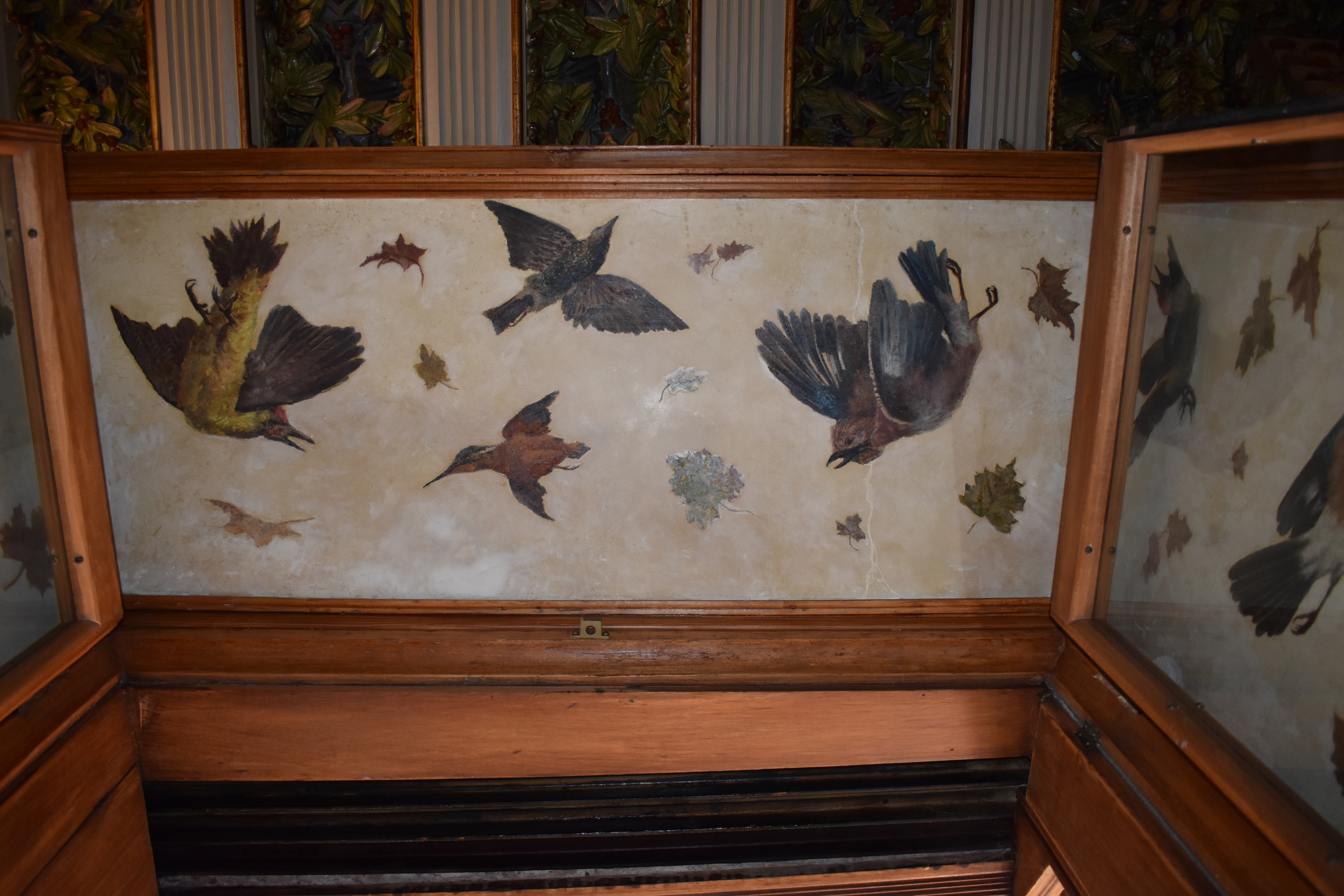
Pintures d'ocells als brancals del menjador
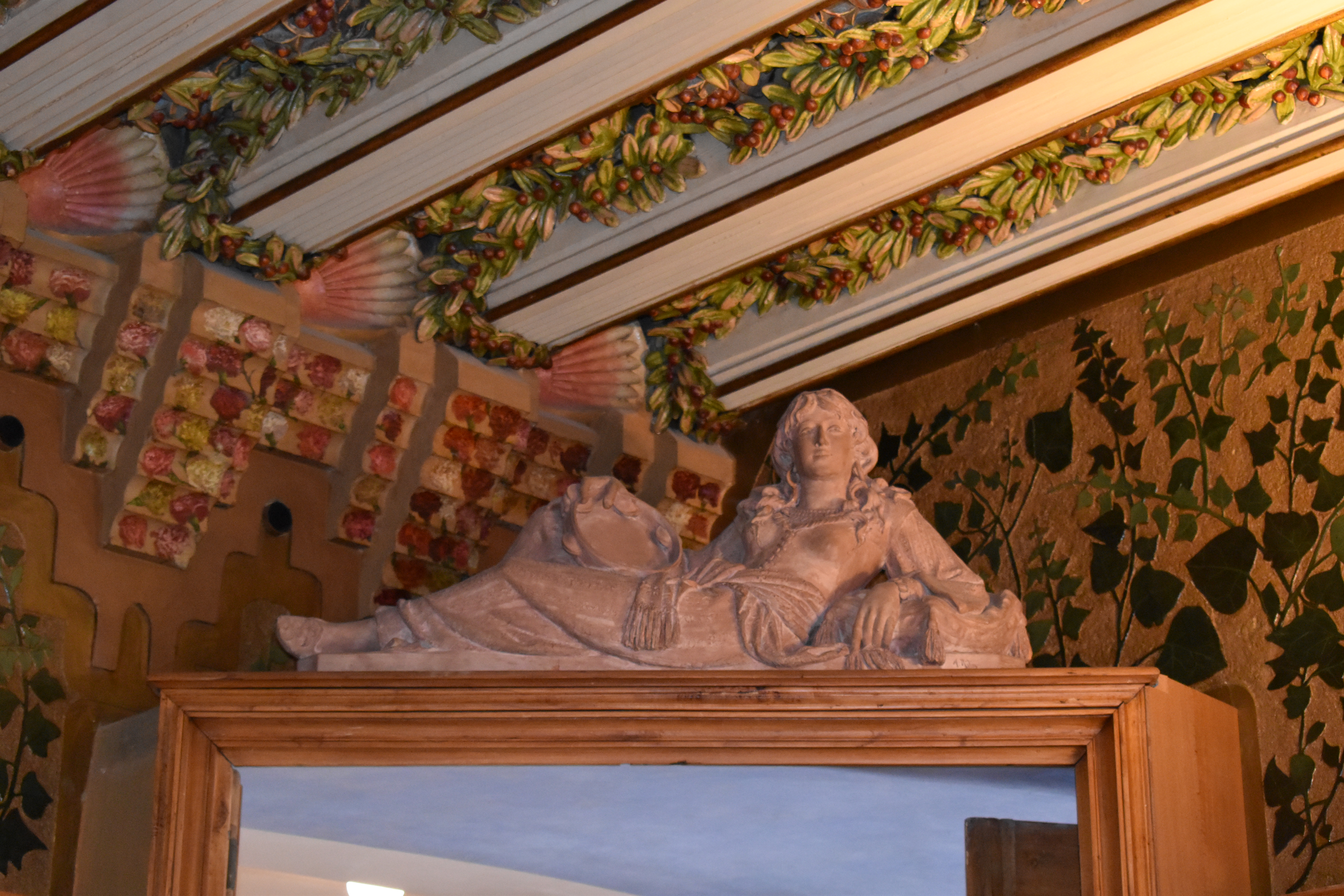
Figura d'odalisca, obra d'Antoni Riba
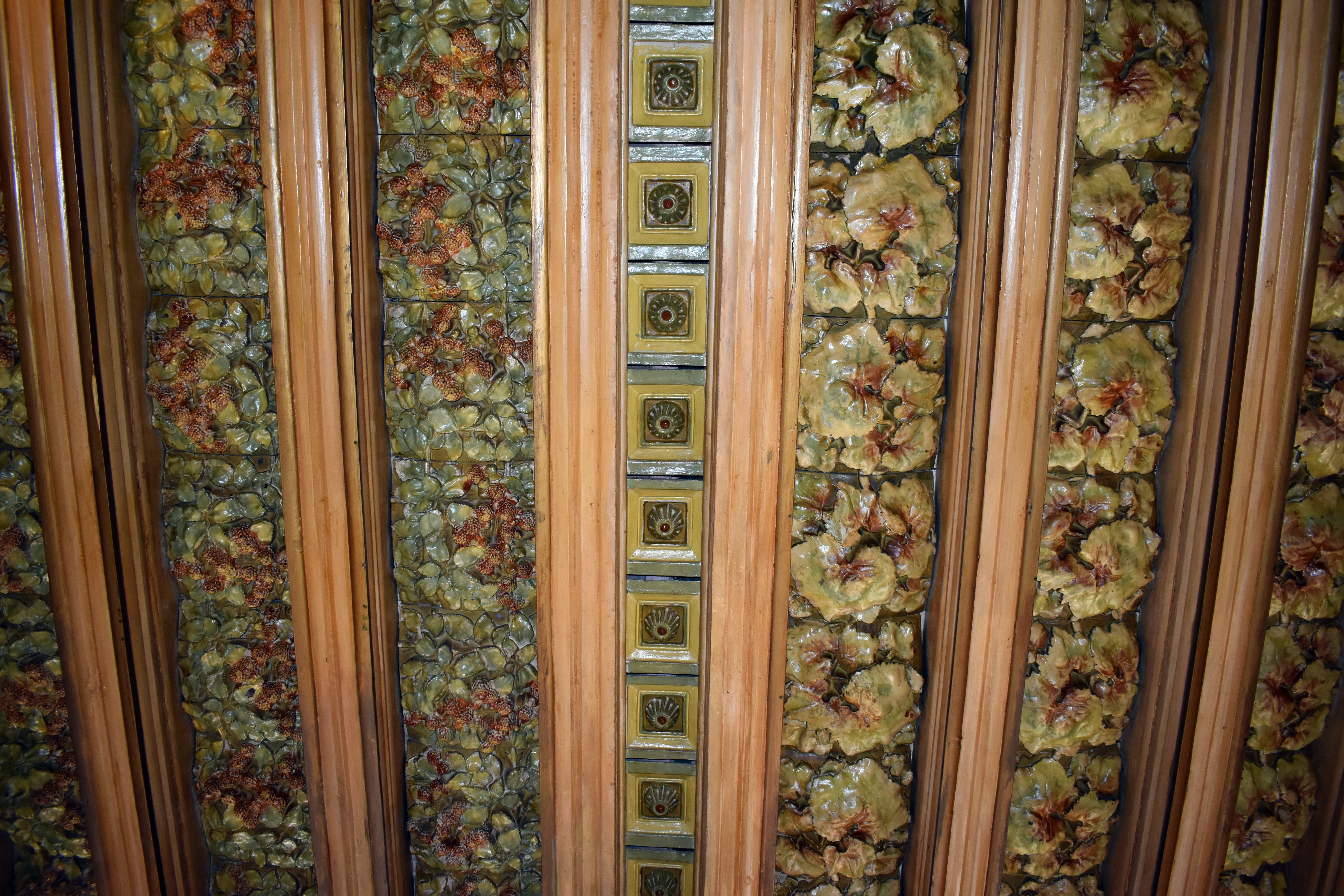
Sostre del dormitori
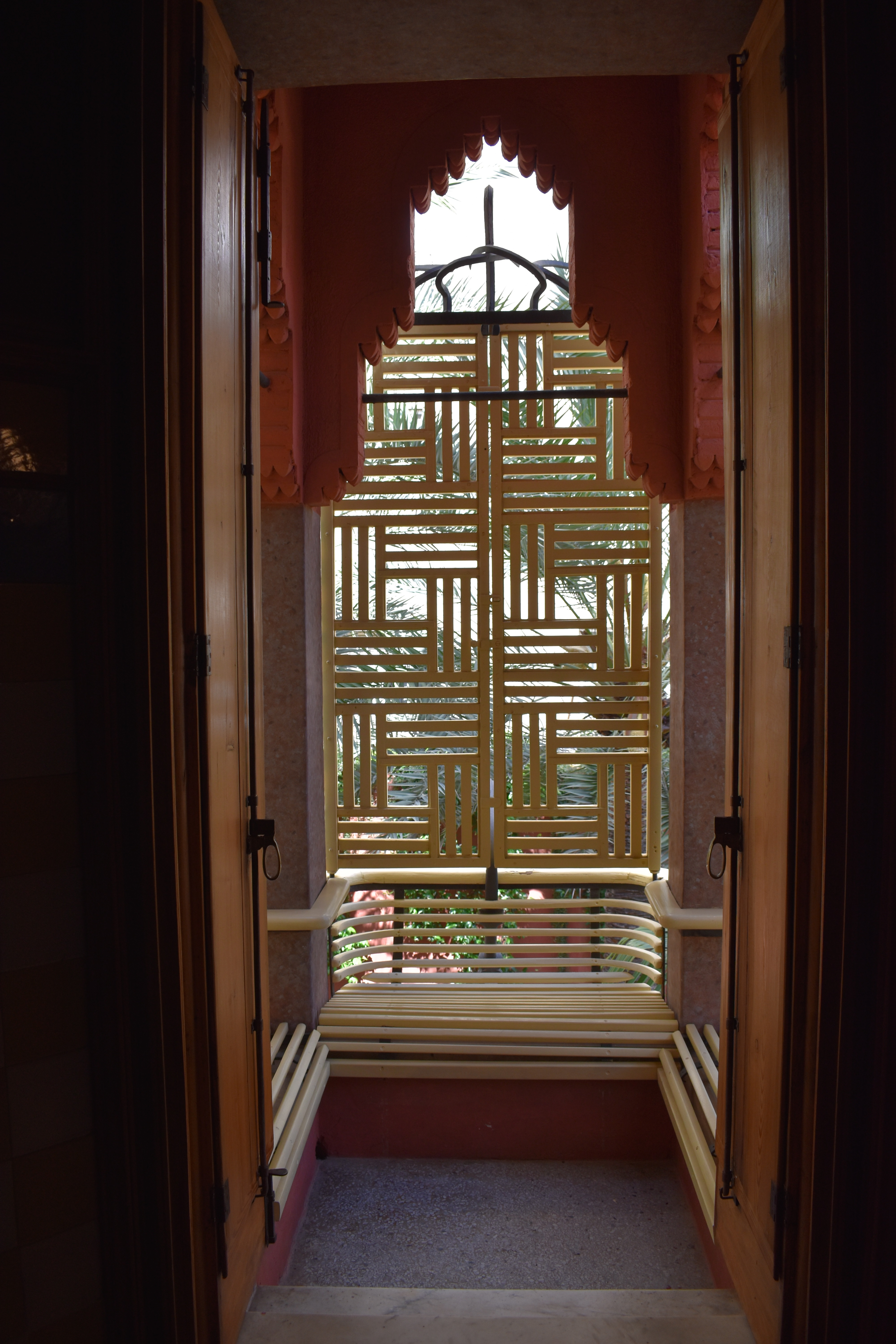
Finestra del balconet de la sala d'estar
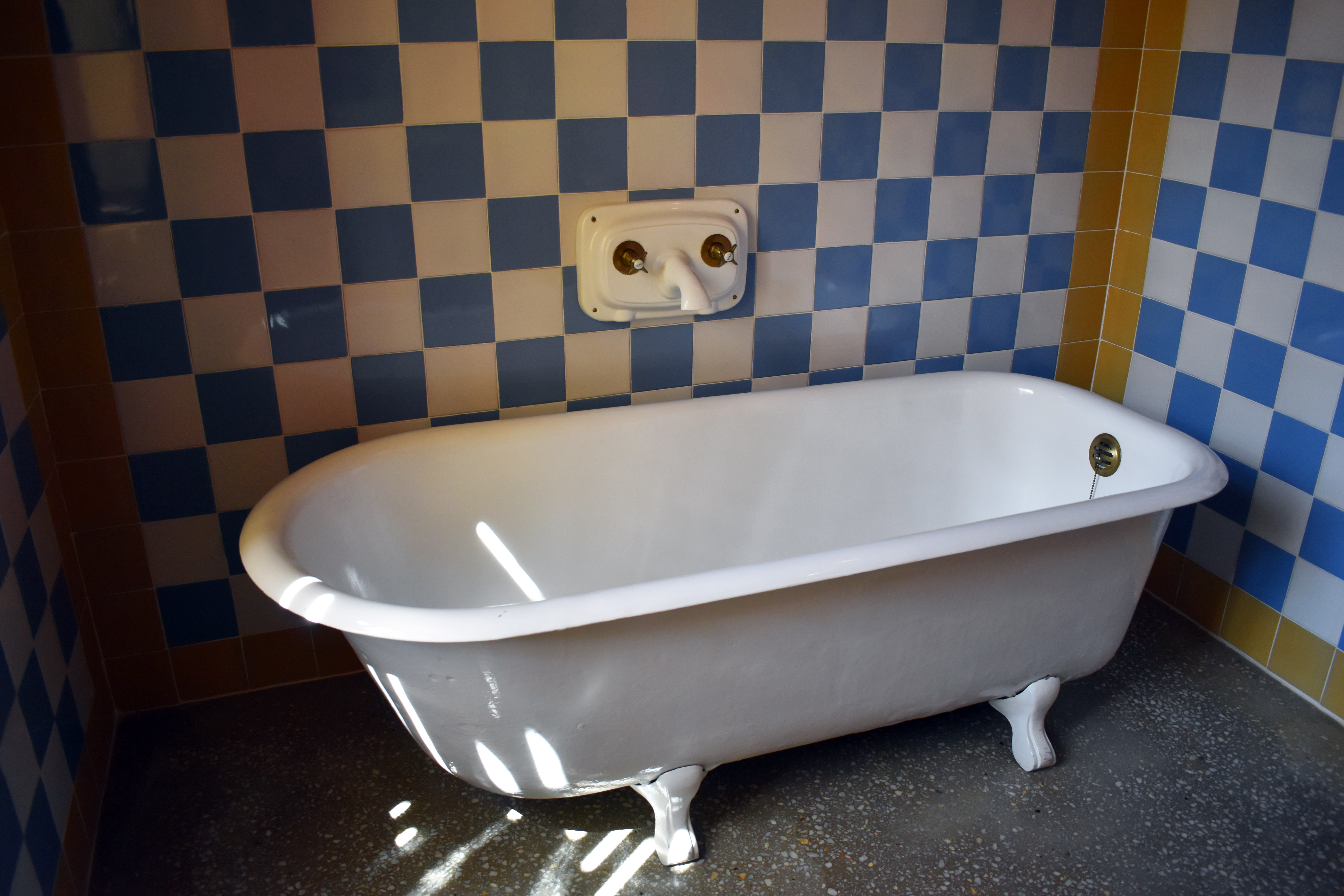
Bany

### Pintures del menjador
Es desconeixen els detalls de l'encàrrec, encara que sembla que Vicens era ja col·leccionista de les obres del pintor abans de la construcció de la casa. Per a albergar aquesta col·lecció, Gaudí va dissenyar uns mobles marc de fusta de llimoner de Ceilan, que s'integren harmoniosament amb el conjunt exposat. En total, hi ha 32 pintures a l'oli sobre tela, formades per dos retrats, dos interiors i 28 paisatges; només quatre estan signades i datades -i una solament signada- el 1879, la qual cosa corrobora que són anteriors a la construcció de la casa. Són hereves del seu primer estil realista influït per Ramon Martí i Alsina, però s'hi percep una atmosfera de caràcter romàntic que recorda l'obra de Modest Urgell.  Les pintures són (consignades de dalt a baix i d'esquerra a dreta):
- Paret sud-oest:
  - Paisatge, c. 1870-1888
  - Paisatge, c. 1870-1888
  - Paisatge, c. 1870-1888
  - Paisatge, c. 1870-1888
  - Paisatge, c. 1870-1888
  - Paisatge, c. 1870-1888
  - Roda de Ter, c. 1870-1888
  - Paisatge, c. 1870-1888
- Paret nord-oest:
  - Marina, c. 1870-1888 (signada)
  - Poble, c. 1870-1888
  - Retrat masculí, c. 1870-1888
  - Poble, c. 1870-1888
  - Estable, c. 1870-1888

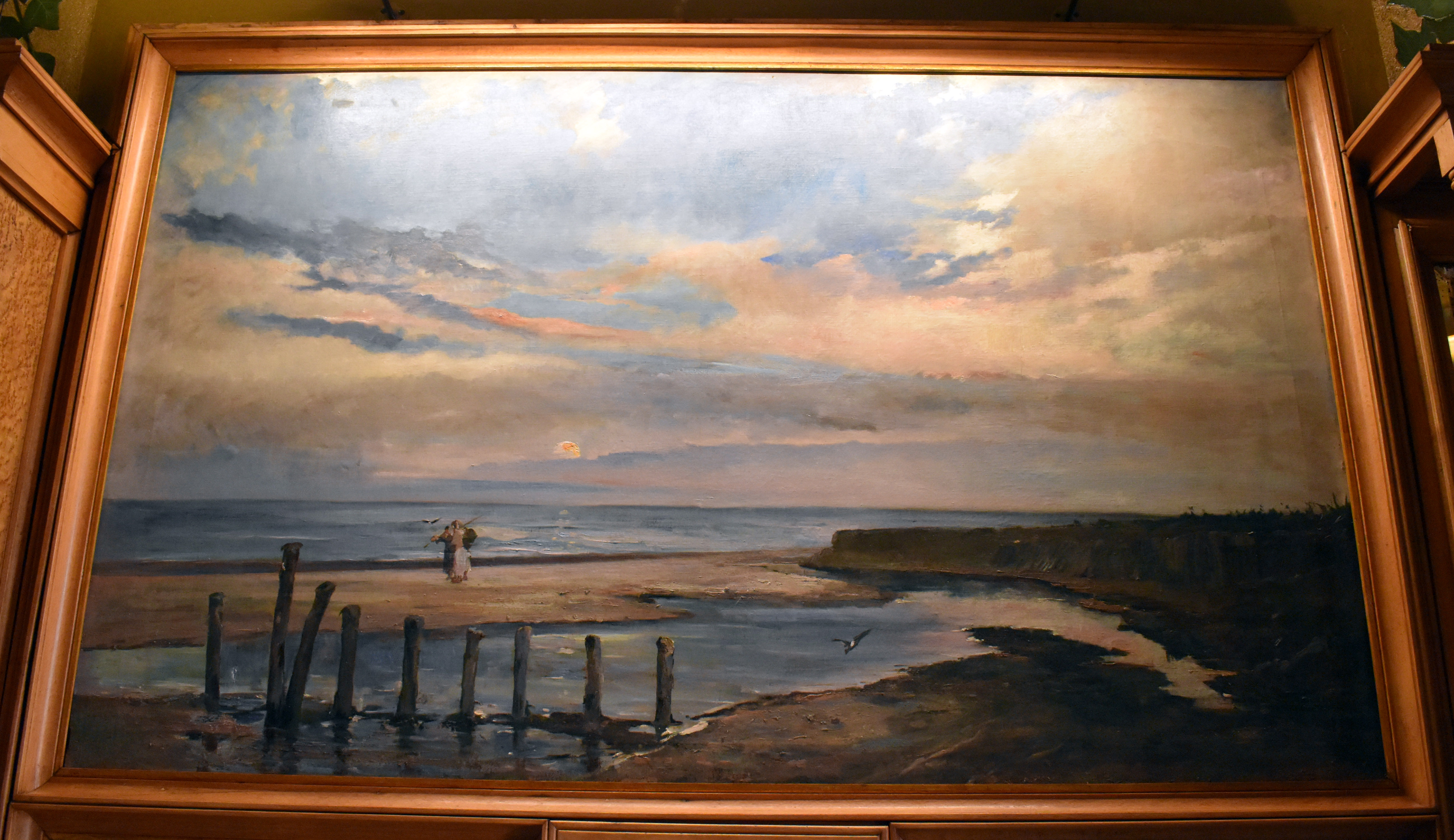
Marina

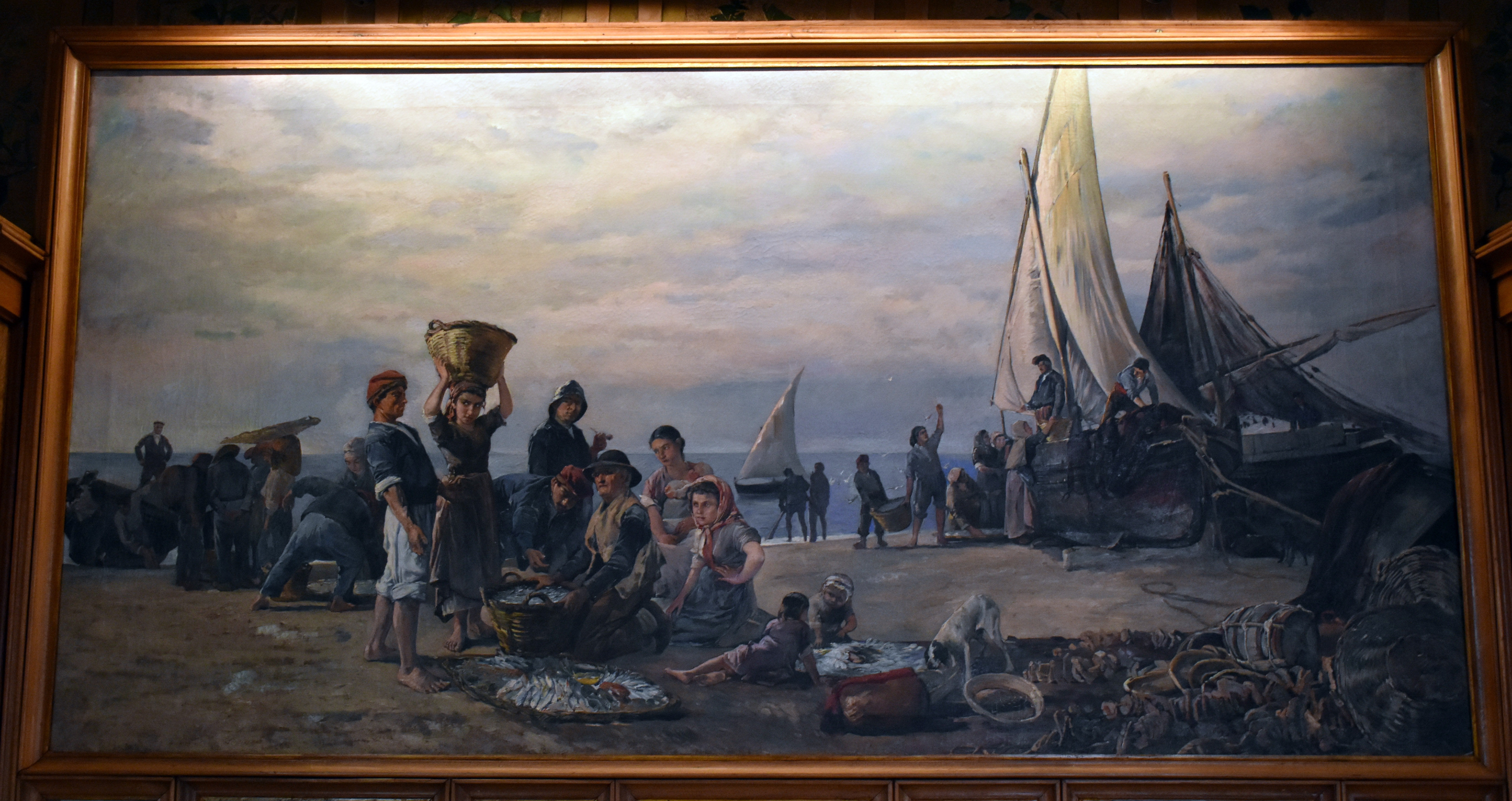
Escena de costums

  - Marina, 187(4?) (signada i datada, difícil de llegir)
- Paret nord-est:
  - Escena de costums, c. 1870-1888
  - Marina, c. 1870-1888
  - Marina, c. 1870-1888
  - Carrer d'un poble, c. 1870-1888
  - Vista d'un poble, 1879 (signada i datada)
  - Arbres, c. 1870-1888
  - Interior, 1879 (signada i datada)
  - Arbres, c. 1870- 1888
  - Paisatge, 1879 (signada i datada)
  - Carrer d'un poble, c. 1870- 1888
  - Paisatge, c. 1870-1888
  - Paisatge, c. 1870-1888
- Paret sud-est:
  - Marina, c. 1870-1888
  - Paisatge, c. 1870-1888
  - Jardí, c. 1870-1888
  - Paisatge, c. 1870-1888
  - Retrat desconegut, c. 1870-1888
  - Paisatge, c. 1870-1888